# Starověk

Babylonská věž, obraz od Pietera Bruegela staršího

Termín starověk označuje v dějepisectví historické období vzniku a rozvoje prvních civilizací na Středním východě, v oblasti Středomoří a v jižní a východní Asii. Časově lze tuto epochu ohraničit koncem pravěku okolo poloviny 4. tisíciletí př. n. l. a počátkem středověku v 6. až 7. století. Naproti tomu pojem antika se vztahuje výlučně na řecko-římskou etapu starověku. Rozsáhlejší pojem starověk zahrnuje tedy rovněž toto období dějin lidstva.
Počátek starověku lze vymezit dobou rozšíření písma na území staroorientálních říší Blízkého východu – v Mezopotámii (Sumer, Akkad, Babylon, Mitanni, Asýrie), v oblasti Íránské vysočiny (Elam, Médie, Persie), v Sýrii (Ugarit), na území Malé Asie (Chetité, Frýgie, Lýdie) a v Egyptě.
Konec starověku spadá do doby rozpadu římské, resp. sásánovské říše, jenž nastal v důsledku stěhování národů a arabské expanze (zánik západořímské říše v roce 476, smrt císaře Justiniána I. v roce 565, smrt proroka Mohameda v roce 632). Současní, především němečtí historikové označují období přerodu starověku ve středověk (od konce 3. až do počátku 7. století) za samostatnou etapu pozdní antiky.

## Střední východ

### Eneolit a raná doba bronzová

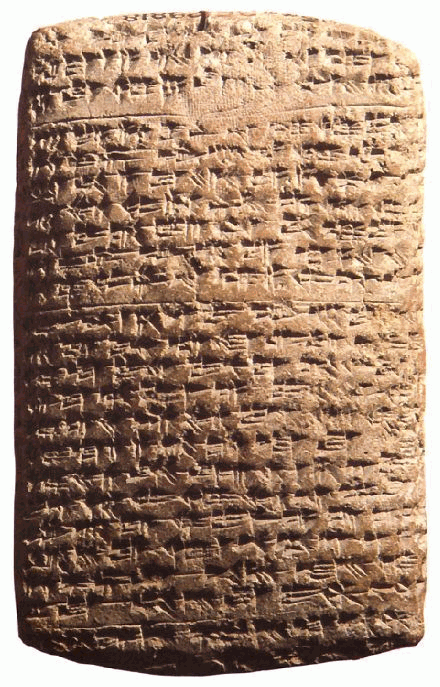
Klínové písmo

První starověké civilizace vznikly v období eneolitu, které se vyznačovalo rozvinutým zemědělstvím (polní hospodářství, chov dobytka), společenskou dělbou práce, základními technikami zpracování mědi, počátkem obchodu, skladováním potravin a surovin a založením prvních stálých sídel. Rozvoj kultury byl spojen s rozšířením znalosti písma, které nahradilo doposud užívané piktogramy a ideogramy, vyskytující se již od dob paleolitu (nástěnné malby). Používání grafických symbolů k uchování informací se v oblasti Středního východu rozšiřovalo již od poloviny 4. tisíciletí př. n. l. Jejich podoba a vznik byly nepochybně silně ovlivněny klínovým písmem v Mezopotámii a hieroglyfy v Egyptě. Tyto grafické značky se později prostřednictvím Féničanů vyvinuly v naši dnešní abecedu. Vynález písma umožnil rodícím se státům zavést stálý správní a náboženský aparát, což je pokládáno za okamžik počátku civilizace.

#### Mezopotámie
První vyspělá civilizace se vyvíjela od poloviny 4. tisíciletí př. n. l. v jižní Mezopotámii v sumerských městských státech, z nichž nejvýznamnějšími byly Uruk, Ur, Eridu, Larsa, Lagaš a Kiš. Především Uruk se vyznačoval oproti jiným okolním městům velikou mocí. Rozmach těchto sídel byl zapříčiněn důmyslným a složitým systémem výstavby zavlažování, který byl organizován a řízen v rámci chrámového hospodářství. Prostřednictvím hliněných střepů, pečetí a různých jiných artefaktů z této doby je prokázáno obchodní spojení s Arábií a Indií. Důležitým impulzem hospodářského rozmachu sumerských městských států bylo rovněž vynalezení kola a hrnčířského kruhu. Zároveň probíhající vzrůst obchodu a rozvoj zemědělství přispěl k urychlení vývoje písma, které sloužilo nejprve pouze k evidenci surovin a zemědělských produktů. Funkce písma se postupně změnila: z nástroje vedení záznamů se stal prostředek osobního nebo kolektivního projevu, což je zdokumentováno nejstaršími literárními díly, jakým je například Epos o Gilgamešovi pojednávající o mytickém králi města Uruku z 26. století př. n. l.
Politické vedení městských států náleželo kněžím, kteří ve svých rukou třímali veškerou moc. Architektonickým projevem sumerského polyteistického náboženství byly až padesát metrů vysoké stupňovité pyramidy – zikkuraty – které kromě toho, že sloužily jako paláce kněží, plnily zřejmě také reprezentativní úlohu ve vztahu k poddaným. Jednotlivá města sice vedla se svými sousedy prakticky nepřetržitě války o vodu, obchodní stezky a tribut, nicméně tyto konflikty nabývaly jen lokální charakter a nikdy se nestaly impulzem ke vzniku větších říší, zahrnujících celé území Mezopotámie. Od počátku 3. tisíciletí př. n. l. začalo bohatství Sumerů přitahovat pozornost nomádských kmenů ze severu. Svědčí o tom hojný výskyt semitských jmen v sumerských seznamech králů (sumerština nepatří k této jazykové větvi). V tomto období, které se vyznačovalo zničením monumentálních paláců, došlo k rozdělení doposud jednotné světské a duchovní moci. Vládcové z této doby si nechali stavět obrovské paláce s hroby, ve kterých byli pohřbíváni společně se svou družinou. Na konci tohoto protodynastického období se sumerský vliv rozšířil až do oblastí při Středozemním moři.

#### Harappská kultura
Harappská kultura byla první známá městská kultura na Indickém subkontinentu nacházející se v povodí řeky Indus. Její vznik je kladen do 2. poloviny 4. tisíciletí př. n. l. Zabírala velkou část dnešního Pákistánu (především Sindh, Paňdžáb a Balúčistán) a severozápadní Indie (hlavně Gudžarát, Harijánu, Paňdžáb a Rádžasthán). Vrcholné období trvalo v rozmezí let 2600–1900 př. n. l., poté začala harappská civilizace upadat, nejspíš v důsledku klimatických změn, které měly přímý vliv na zemědělství a hospodářství. V polovině 2. tisíciletí př. n. l. zanikla, je možné, že na jejím konci měl podíl i příchod indoevropských kmenů Árjů.

#### Egypt
Na rozdíl od Sumeru ve starověkém Egyptě došlo již na konci 4. tisíciletí př. n. l. k politickému sjednocení země. Tomuto vývoji napomohla geograficky daná izolovanost země, poskytující ochranu před vnějšími vlivy. Četná malá království, která se seskupila ve dva státy: Horní Egypt (s centrem ve městě Nechen) a Dolní Egypt (s centrem ve městě Peruadžet), byla během několik generací trvajícího procesu sjednocena někdy v polovině 32. století př. n. l. pod vládou hornoegyptského panovníka. V nejstarších dochovaných písemných pramenech z archaického období se vyskytují různá jména vládců jako Škorpión, Narmer a Aha, která podle informací z pozdějších pramenů označují jedinou postavu – faraóna Meniho, sjednotitele starověkého Egypta. Na konci archaického období (konec 28. století př. n. l.) sahala moc faraonů až na Sinajský poloostrov. Egypt tehdy disponoval přímým obchodním spojením s městem Byblos, nacházejícím se až v dalekém Libanonu.

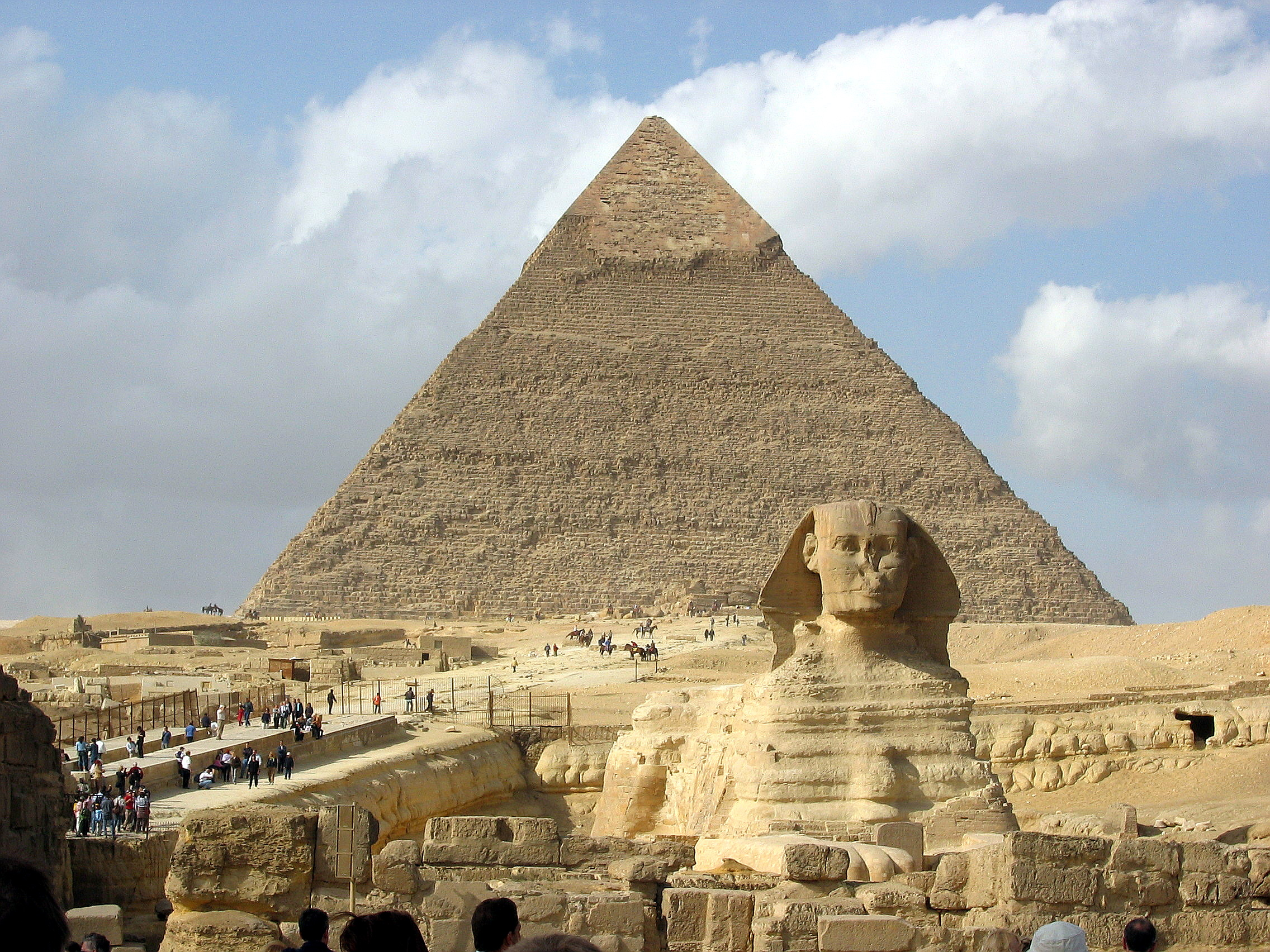
Rachefova pyramida se sfingou v popředí

Již panovníci 2. dynastie opírali svoji moc o soustavu centrálně řízených správních úřadů a kult vlastního božství, neboť se prohlašovali za ztělesnění Hora, boha nebe. Egyptské náboženství se vyznačovalo rovněž uctíváním božských zvířat (lvi, býci a krávy). Charakteristická pro něj byla rovněž silná víra v posmrtný život. V Sakkáře, poblíž Mennoferu, a v Abydu byly z cihel vybudovány ohromné náboženské stavby a hrobky. Sjednocený Egypt tedy již v archaickém období disponoval vysoce rozvinutou kulturou. Hieroglyfické písmo nalezlo své uplatnění v náboženských a správních záležitostech (daňový registr), při určování ročních období a rostoucí měrou také v umělecké tvorbě.
Nástup 3. dynastie, jenž je kladen do roku 2707 př. n. l., znamenal počátek období staré říše v Egyptě. Říše se v této době dále nerušeně rozvíjela a po ovládnutí delty řeky Nilu expandovala na jih – do Núbie. Vládní a správní struktury stejně jako egyptská kultura získaly svoji definitivní podobu. Tato etapa vývoje starověkého Egypta se vyznačuje především stavbou monumentálních hrobek, která dosáhla svého vrcholu budováním pyramid za vlády 3. a 4. dynastie. Nejvýznamnějšími staviteli tohoto období byli faraoni Džoser (ten si jako první nechal postavit stupňovitou pyramidu), Snofru, Chufu a Rachef. O dokonalosti těchto gigantických architektonických staveb svědčí také umělecká výzdoba jejich interiéru. Malířství a sochařství dosáhly své vrcholné úrovně. V náboženství nabyl velkého významu sluneční bůh Re. Faraon Radžedef byl prvním panovníkem, který se nazýval „synem Re“, a v době vlády 5. dynastie Re plně zastínil dosavadní kult boha Hora.

### Vrcholná a pozdní doba bronzová
Od konce 3. tisíciletí př. n. l. začala být měď pozvolna nahrazována bronzem. K jeho výrobě bylo vedle všudypřítomné mědi zapotřebí také cínu, který byl do Mezopotámie dovážen pravděpodobně ze západního Íránu a z území nynějšího Uzbekistánu. V Egyptě se používání mědi i bronzu uplatnilo relativně pozdě. Měď zde nikdy nezískala na důležitosti tolik jako v Mezopotámii, zatímco bronz, který se v Egyptě zřejmě vůbec nevyráběl, nýbrž se pouze dovážel, se rychle prosadil jak v umění, tak ve vojenství. To však představovalo vážný problém pro další vývoj říše, neboť Egypt postrádal nerostné suroviny, tudíž se musel spoléhat výhradně na jejich dovoz ze zahraničí. Užívání bronzu a později také železa se zde šířilo pomaleji, což mělo za následek relativní zaostávání Egypta.

#### Mezopotámie

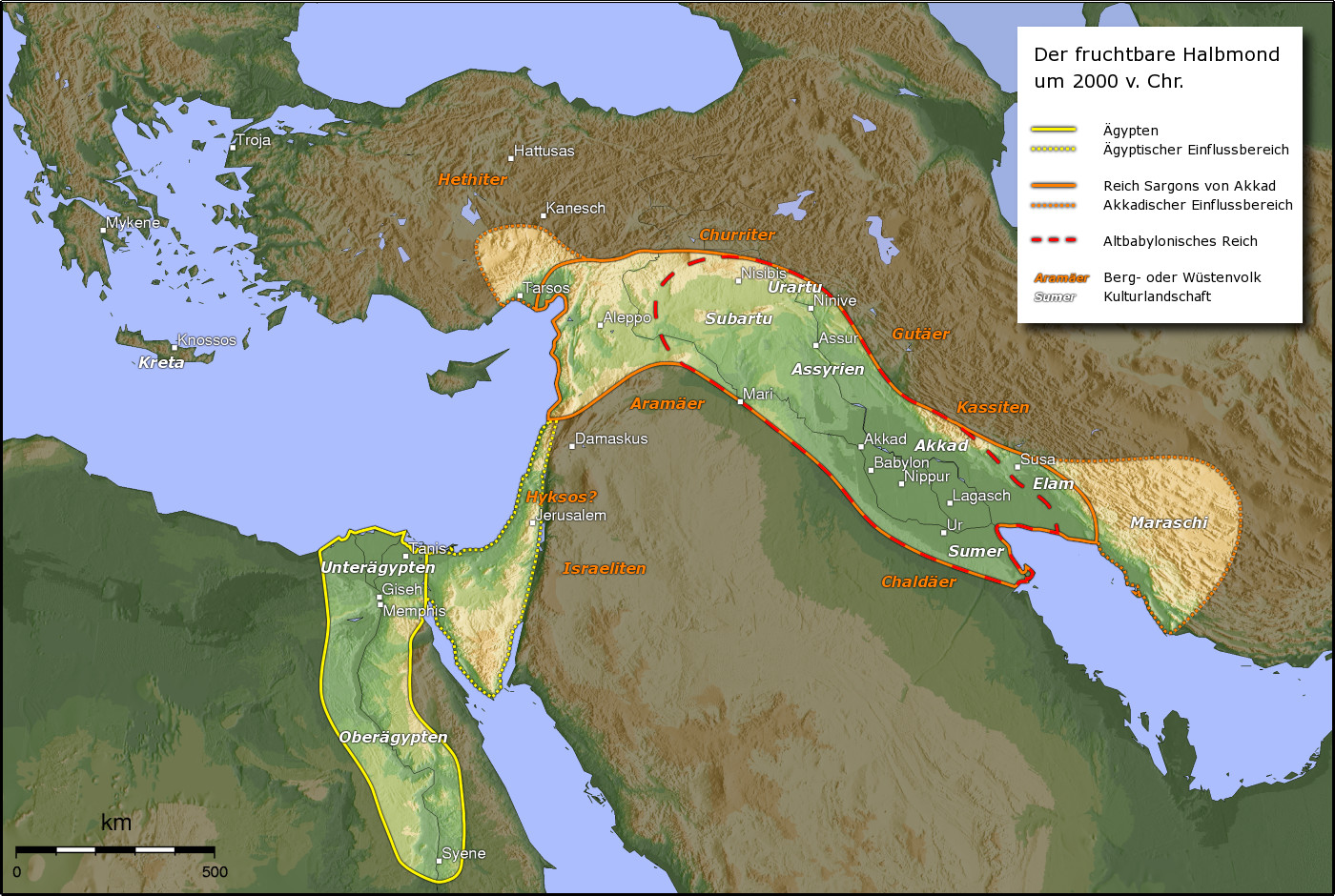
Starověký Orient kolem roku 2000 př. n. l.

V oblasti sumerské kultury nastaly ve 2. polovině 3. tisíciletí př. n. l. pronikavé změny. Sargon, král města Akkadu, ležícího na severu sumerského území, vytvořil mocnou říši, když pod svou vládou sjednotil celou Mezopotámii. Sargon byl zřejmě vynikající vůdce. K jeho moci mu dopomohla také vojenská reforma, díky které bylo akkadské vojsko mobilnější než vojska ostatních sumerských měst, čímž je převyšovalo. Před svou smrtí Sargon vládl říši, která se rozkládala od Perského zálivu až ke Středozemnímu moři, přičemž je mu připisováno rovněž první nasazení námořnictva.
Akkadská říše zanikla nedlouho po smrti svého zakladatele krále Sargona. Vnitřní nestabilita a vnější ohrožení vedly k obnovení nezávislosti někdejších sumerských městských států. Tento stav však neměl dlouhého trvání, neboť do Mezopotámie stále více pronikaly okolní kmeny Elamitů a Amorejců, které v sousedství Sumeru vytvořily mocné říše. Konec sumerské vlády v Mezopotámii byl přesto pozvolný. Jednotliví sumerští vládci se po vzoru Sargona pokoušeli obnovit jednotu Mezopotámie. Nejmocnějším městem se stala nejprve Larsa, která však byla brzy dobyta do té doby nepříliš významným městem Babylon, jehož králem byl Chammurapi. Ten dosáhl v Mezopotámii přednostního mocenského postavení a založil zde druhou říši, která sice nedosáhla velikosti někdejší říše akkadské a krátce po Chammurapiho smrti se opět rozpadla, nicméně měla značný vliv na budoucí vývoj Mezopotámie. Chammurapiho výjimečnost spočívala v tom, že nechal vytvořit jeden z nejstarších zákoníků na světě, tzv. Chammurapiho zákoník. I přes následný zánik babylonské říše, nepostihl samotný Babylon na rozdíl od Akkadu úpadek. Naopak záhy se povznesl na pozici největšího a nejmocnějšího města v celé Mezopotámii.
V oblasti íránského vnitrozemí došlo v této době ke vzestupu kmene Kassitů, kteří podnikali stále častější vpády do Mezopotámie. Ovšem smrtící úder přišel nakonec z Malé Asie, kde Chetité vytvořili mocnou říši a kolem roku 1530 př. n. l. přepadli Babylon. Ačkoli město dobyli a strašlivě vydrancovali, brzy se opět stáhli na své území. Slabosti babylonské říše však využili Kassité, kteří se ustavili pány Babylonu. Zatímco Kassité ovládli Babylon, moc chetitské říše se rozšířila na jih, čímž se Chetité dostali do konfliktu s říší Mitanni, jež zaujímala území táhnoucí se od severní Mezopotámie až k syrskému pobřeží Středozemního moře. V Sýrii došlo k značnému kulturnímu rozmachu, jehož počátky se datují do doby po zániku akkadské říše. Nevznikl zde jednotný, centralizovaný státní útvar, nýbrž několik velkých měst (například Ugarit, Arados, Byblos a Týros), jež se obchodem domohla značného bohatství a vlivu.

#### Egypt
Na konci 23. století př. n. l. nastala v Egyptě první přechodná doba. Stávající moc faraónů dočasně zanikla a říše se rozpadla do několika menších útvarů. Nástupem 11. dynastie o 200 let později zahájil Egypt etapu střední říše. Faraón Amenemhet I. podporoval vzestup kultu boha Amona, jenž se brzy stal nejdůležitějším egyptským božstvem. Hranice říše byly opět posunuty hluboko na jih do Núbie. Egypt prožíval období vnitřní stability a bohatství, k čemuž přispěly jak intenzivní obchodní styky s Féničany, tak odvodnění fajjúmské oázy. Faraón Senusret III. z 12. dynastie se stal doposud nejmocnějším vládcem Egypta. Epochu rozkvětu a prosperity však ukončil vpád semitských Hyksósů do delty Nilu v roce 1648 př. n. l. Egyptu trvalo další jedno století než se s touto cizí mocí vypořádal.
Vítězstvím nad Hyksósy započala v Egyptě nová říše, která po úspěšné expanzi do Núbie nasměrovala své další výboje do Přední Asie oplývající nerostnými surovinami. Kanaán, Fénicie a ostatní syrská města byla podrobena kolem roku 1500 př. n. l. Svého vrcholu dosáhla dobyvačná egyptská politika za panování faraóna Thutmose III. (1479–1425 př. n. l.), který posunul hranice Egypta až k řece Eufratu. Za vlády faraónů 18. dynastie dosáhl Egypt svého historicky největšího rozsahu a moci. Amenhotep IV., známý spíše jako Achnaton, se snažil zavést náboženské a společenské reformy, které však vyvolaly značný odpor především v řadách vlivných kněží boha Amona. Achnaton chtěl prosadit monoteistické náboženství slunečního boha Atona. Hlavní město říše bylo z Vesetu přesunuto do nově vybudovaného Achetatonu, odkud král udržoval výtečné diplomatické vztahy se sousedními státy. Jeho úsilí o nastolení jediného božstva však přišlo krátce po jeho smrti vniveč. Egypt se rychle navrátil k uctívání starých bohů, v němž ústřední postavení zaujímal kult boha Amona.

#### Egejská oblast

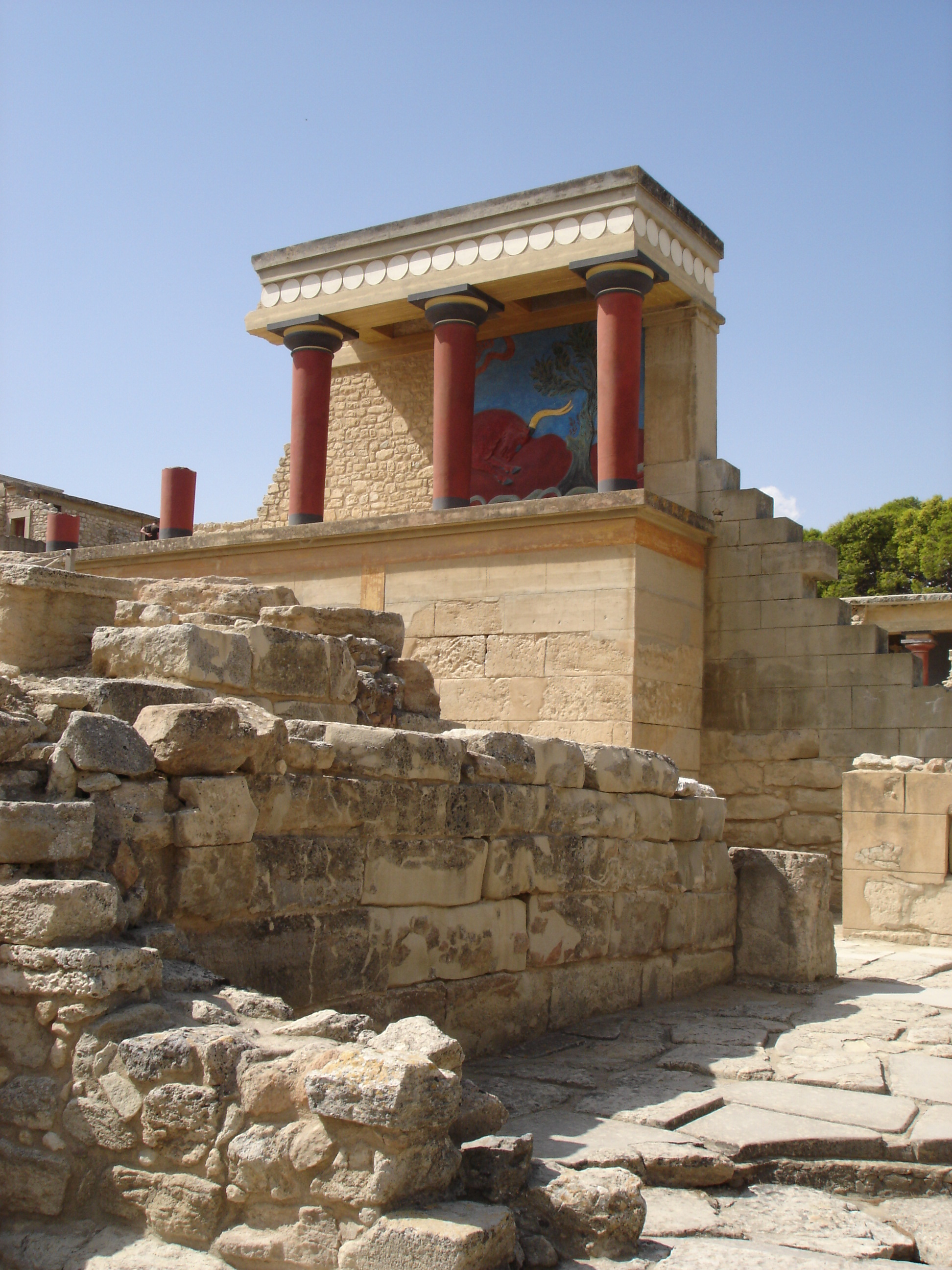
Mínojský palác v Knóssu

Ostrov Kréta se stal kolem roku 2000 př. n. l. centrem vyspělé kultury nazývané mínojská. Archeologické vykopávky umožňují jen omezenou rekonstrukci této vysoce rozvinuté krétské palácové kultury. Náboženské a politické struktury tamější společnosti nám zůstávají dosud skryty. Jisté je, že velkého významu nabyla námořní doprava a obchod. Dokonce je pravděpodobné, že Kréťané vedli vlastní koloniální expanzi. Ve své době byla Kréta přední mocností celé oblasti Egejského moře, avšak kolem roku 1450 př. n. l. tato kultura náhle zanikla, aniž by se dochovalo jakýkoli doklad o příčině tohoto jevu. Kolem roku 1300 př. n. l. se Kréta stala součástí oblasti působení mykénské kultury. Ta se však rozvíjela především na území pevninského Řecka, které bylo tehdy rozděleno do mnoha malých království, z nichž nejvýznamnější byly Mykény, Pylos a Athény. Řecká kultura dosáhla v tomto období svého doposud největšího rozmachu, přestože Mykéňané byli zřejmě agresivními a krutými nájezdníky. Trojská válka je prý podle některých názorů romantizující vylíčení mykénských loupeživých výprav do Asie.

### Doba železná
Koncem 2. tisíciletí př. n. l. začalo nabírat na významu zpracování železa. Přechod k používání tohoto kovu však probíhal pozvolna, teprve zhruba kolem roku 1000 př. n. l. železo zcela vytlačilo používání bronzu v oblasti Středního východu.

#### Chetité a mořské národy
Chetitské výboje vedly ke konfliktu s Egyptem. Poté, co se Chetité zmocnili syrských měst, došlo v roce 1274 př. n. l. k bitvě u Kadeše, která je považována za klíčovou událost pozdní doby bronzové, třebaže neměla jasného vítěze. Z hlediska světových dějin je významnější událostí následná první historicky doložená mírová smlouva, která zakotvovala rovnováhu sil mezi Egypťany a Chetity.

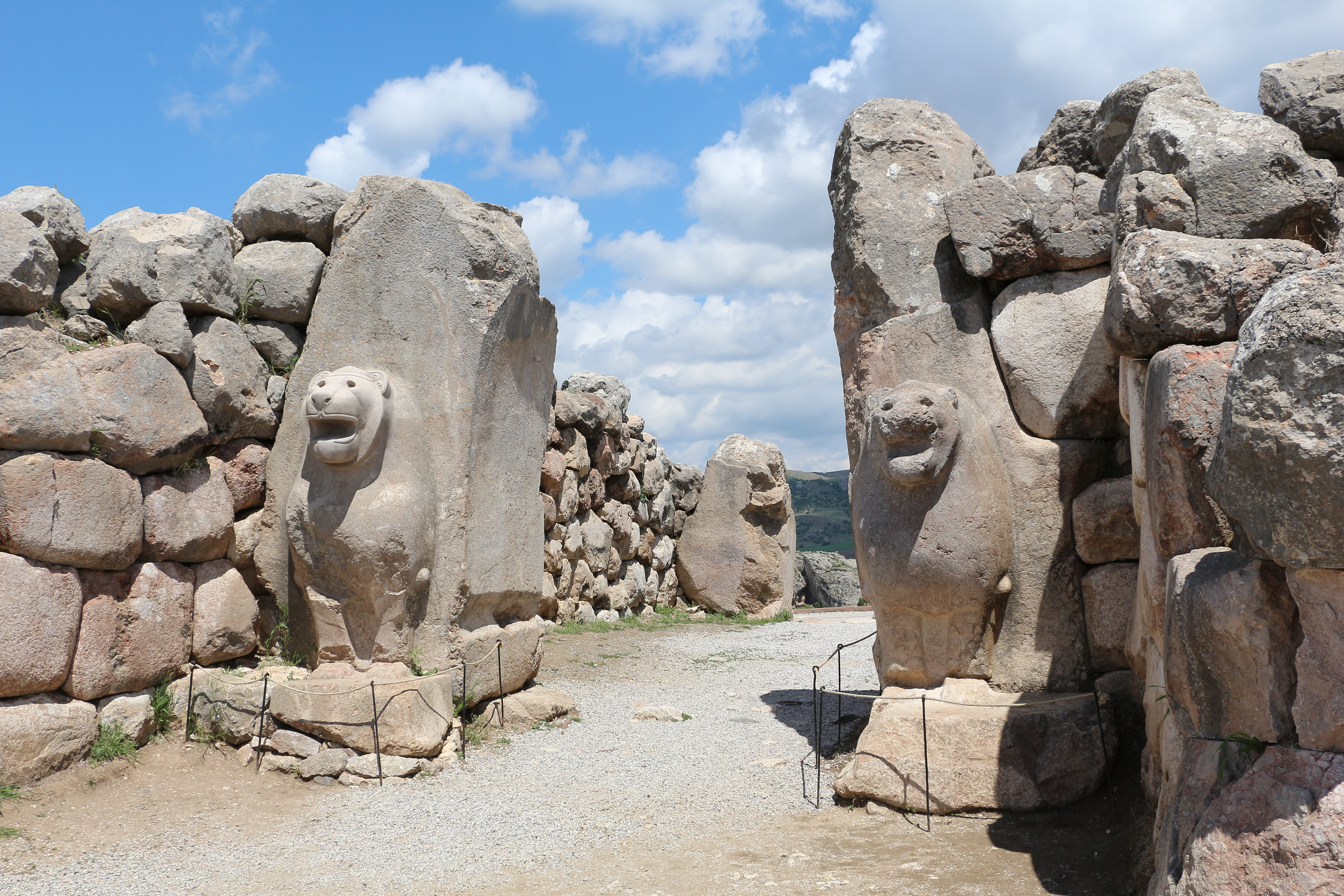
Lví brána v chetitské Chattušaši

V Mezopotámii se toto období vyznačuje úsilím Asyřanů o vybudování vlastní říše. Válečná tažení asyrských králů ze svého původního území kolem města Aššúr přivedla mezi léty 1300 – 1200 př. n. l. pod jejich vládu celou Mezopotámii. Asyřané se snažili přijmout kulturu místního mezopotámského obyvatelstva, čímž se chtěli zbavit nálepky cizích vládců a dodat tím legitimitu svým nárokům na vládu. Na západě dosáhla asyrská říše řeky Eufratu, což jí přivedlo do kontaktu s Chetity. Podobně jako Egypťané dokázali i Asyřané urovnávat konflikty diplomatickou cestou. Výsledkem jejich obratné diplomacie byl vznik mocenské rovnováhy mezi Asýrií, Egyptem a Chetity. Toto uspořádání mělo však jen krátkého trvání, neboť kolem roku 1200 př. n. l. se na pobřeží východního Středomoří objevily tzv. „mořské národy“. Šlo zřejmě o velký počet menších kmenových svazů patrně indoevropského původu, kterým se dříve připisovala vina za zhroucení mykénské kultury a chetitské říše. Podle novějších názorů však byl pád obou těchto civilizací zapříčiněn spíše lokálními konflikty a vnitřními rozbroji.
Nicméně útoky mořských národů zřejmě napomohly k rozkladu obou těchto kultur. Některým příslušníkům mořských národů, jmenovitě Pelištejcům, se podařilo usadit v Sýrii a v Palestině (brzy nato se v této zemi usídlili také Židé). Ještě předtím stihli zaútočit na Egypt, avšak faraón Ramesse III. je dokázal navzdory těžkým ztrátám odrazit. Ve stejné době museli Chetité čelit invazi Frygů, což nakonec pravděpodobně uspíšilo násilný zánik jejich říše. Asyrská říše upadla do vnitřního neklidu a musela se proto dočasně vzdát pozice hegemona v Mezopotámii ve prospěch sílícího Babylonu. Současně začaly na hranicích Mezopotámie sílit kmeny Aramejců. Své státní uspořádání a mocenské struktury si dokázal zachovat pouze Egypt, ačkoli ze střetu s mořskými národy vyšel značně oslabený.

#### Přední Asie a Egypt

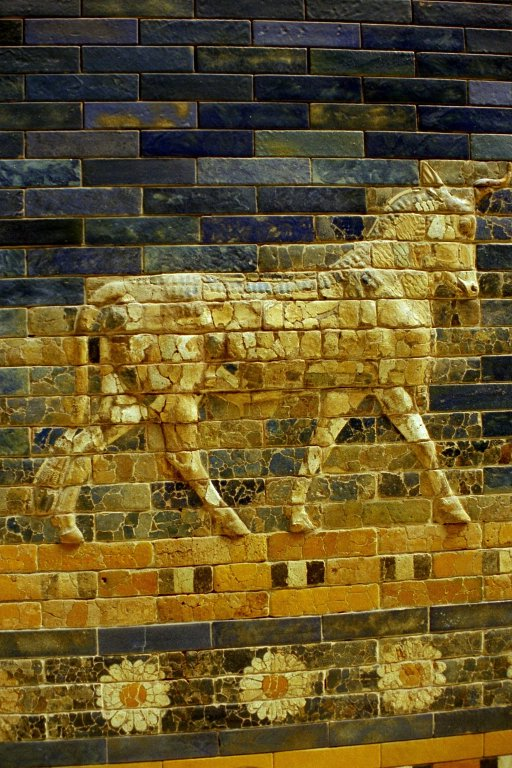
Detail babylonské Ištařiny brány

Po rozpadu říše Chetitů a rozkladu kassitské moci v Babylonu, vyvolaném Aramejci, se v celém předoasijském prostoru vytvořilo mocenské vakuum, které bylo opět vyplněno až Asyřany za Tiglatpilesara I. na začátku 11. století př. n. l. Tomuto panovníkovi se podařilo znovu rozšířit asyrskou říši až ke Středozemnímu moři. Avšak po jeho smrti se asyrská moc rychle zhroutila vlivem pokračujících aramejských útoků. Asyřané byli následně zatlačeni zpět do oblasti kolem města Aššúr, načež se museli bránit výbojným aramejským státům. Teprve více než sto let po Tiglatpilesarově smrti dokázal král Aššurdán II. ve druhé polovině 10. století př. n. l. obnovit asyrskou expanzi. Asyřané opět dosáhli výsadního postavení v severní Mezopotámii a nakonec si podrobili celé území od Urmijského jezera a pohoří Zagros až k pobřeží Středozemního moře. Později si podmanili Babylon, Sýrii a Palestinu. Zastavili také vzestup říše Urartu na severu. Na vrcholu své moci, v roce 663 př. n. l., dokonce kontrolovali Egypt až k Vesetu. Novoasyrská říše se ale ukázala být příliš rozlehlá. Vnitřní problémy a nejednotnost destabilizovaly stát, jehož vládnoucí struktura se postupně rozpadla. V Babylonu vznikla vůči dobyvatelům obrovská nenávist, jež vyústila v povstání. S podporou Médů přivodili Babyloňané úplný rozklad asyrské říše. Asyrská sídelní města Aššúr a Ninive byla na konci 7. století př. n. l. zničena do základů. Po smrti posledního asyrského krále Aššur-uballita II. říše zanikla.
V Babylonu se mezitím dostali k moci Chaldejci. Ve spojení s Médy dokázali rozšířit svou vládu na značnou část někdejšího asyrského území. Za Nebukadnesara II. byla babylonská říše svým rozsahem bezmála totožná s někdejší říší asyrských králů. V této době dosáhl Babylon svého největšího kulturního rozkvětu. Okázalé Nebukadnesarovy stavby jako třeba Visuté zahrady byly později zahrnuty mezi sedm antických divů světa. Již od dob Chammurapiho existující kult boha Marduka zažil svůj vrchol stavbou devadesát metrů vysokého zikkuratu – biblické Babylonské věže. Babylon, mající tehdy kolem jednoho milionu obyvatel, se stal největším a nejskvělejším městem své doby. Tohoto skvostného rozmachu však mohlo být dosaženo jen na úkor podrobených národů, obzvláště Židů, kteří byli odvlečeni do babylonského zajetí.
Na troskách říše Chetitů v Malé Asii vznikla poblíž města Gordion říše Frygů. Chetité samotní si ještě nějakou dobu udrželi nezávislost, ovšem jejich vliv byl už zanedbatelný. Frygové se brzy museli utkat se ze severu pronikajícími Kimmerii a Skyty. Posléze padli za oběť rostoucí moci lýdské říše s centrem v Sardách.
Říše na Nilu se na konci 2. tisíciletí př. n. l. ocitla v krizi vyvolané rozkladem státní moci, následnými politickými zmatky a vnitřními konflikty. Moc kněží boha Amona vzrostla natolik, že v Horním Egyptě dokonce založili určitý druh teokratického státu. V 8. století př. n. l. upadl Egypt pod nadvládu Kušitů, kteří se pokusili zadržet vzrůstající moc Asýrie. Slabosti Egypta využili Asyřané k dobytí údolí Nilu a k vyhnání Kušitů ze země. Po zhroucení asyrské moci byla opět nastolena vláda domácích egyptských faraónů. Jelikož Egypťané byli Asyřanům zavázáni za vyhnání Kušitů, došlo po pádu Asýrie ke konfliktu s Babylonem, ve kterém byl však Egypt poražen. Přetrvávající politická a vojenská labilita země posléze vyústila v dobytí země Peršany na konci 6. století př. n. l.

#### Féničané a Punové
V oblastech na pobřeží Středozemního moře probíhaly v této době dalekosáhlé změny. V 10. století př. n. l. začala fénická kolonizace severní Afriky a Pyrenejského poloostrova. Nezávislá fénická města dosáhla prostřednictvím obchodu výjimečného hospodářského rozmachu, což vedlo k prudkému nárůstu obyvatelstva, které se ale nebylo schopno uživit, takže hrozilo přelidnění. Řešení tohoto problému představovala kolonizace oblastí severní Afriky a Španělska, jež byla motivována také ekonomickými hledisky, neboť tato území byla bohatá na cenné nerostné suroviny. Úrodnost těchto zemí a dostupnost různých obchodních komodit, včetně stříbra a zlata, přispěly k tomu, že fénické kolonie byly záhy stejně bohaté jako mateřská města. K význačným tehdy založeným městům patří například Kartágo, Utica, Gades nebo Panormos.

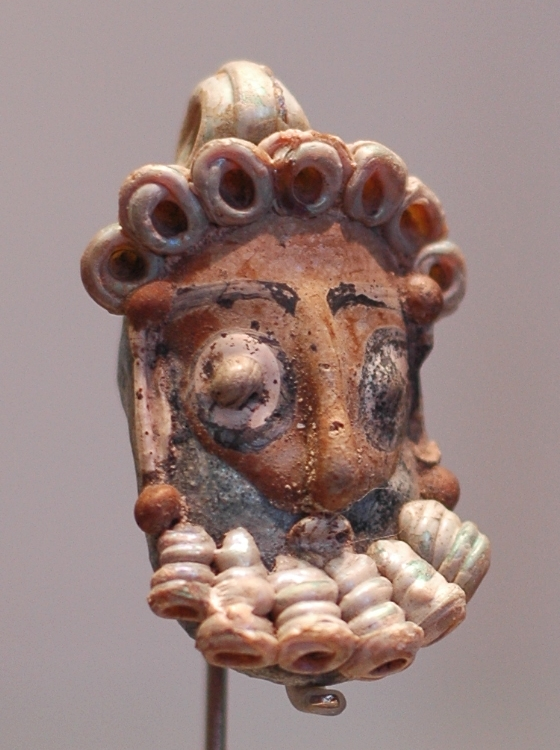
Punský přívěšek v podobě hlavy vousatého muže

Kartágo, jež byl založeno zhruba kolem roku 800 př. n. l. na severním pobřeží Afriky, dosáhlo díky svým čilým obchodním aktivitám významného mocenského postavení v oblasti západního Středomoří. Třebaže Kartágo samo bylo původně kolonií města Tyru, dokázalo brzy získat kontrolu nad všemi okolními punskými sídly. Kartaginské zájmy na Sicílii se brzy zkřížily se zájmy tamějších řeckých kolonií, především s mocnými Syrakusami, s nimiž Kartáginci vedli neustálé války. Nicméně i přes spojenectví s Peršany a Etrusky se Kartágincům nepodařilo domoci se rozhodující převahy. Kartágo se nevyznačovalo tak silným duchovním a kulturním vývojem, jaký panoval v Řecku, ačkoli prostřednictvím obchodních kontaktů pronikaly do města kulturní vlivy z celého Středomoří. O poznání velkolepějších úspěchů slavili Kartáginci v oblasti mořeplavby. Kartágo se od počátku své existence orientovalo na Středozemní moře, především kvůli své někdejší závislosti na Tyru, což napomohlo rozvoji lodní dopravy. Kartáginci se tedy stali první mediteránní civilizací, která podnikala expedice mimo oblast Středozemního moře. Již v 6. století př. n. l. se konaly objevné plavby až k pobřeží dnešního Gabonu a do Skandinávie. Řek Hérodotos připisoval Kartágincům obeplutí celého afrického kontinentu, jež uskutečnili již Féničané z pověření egyptského faraóna Nekoa II.
Na Apeninském poloostrově došlo i v důsledku blízkého řeckého vlivu k hlubokým změnám zdejších poměrů. Kolem roku 900 př. n. l. se začala rozvíjet etruská civilizace. Do roku 500 př. n. l. rozšířili Etruskové svou kontrolu nad velkou část poloostrova včetně oblastí při řece Pádu a do Kampánie. Etruskové však dosáhli pouze kulturní jednoty nikoli státní. Podobně jako Řekové nebo Féničané byli roztříštěni v jednotlivé soupeřící městské státy, které však navenek vystupovaly jednotně vůči Řekům a různým italským kmenovým svazům, jako byli Latinové, Umbrové nebo Venetové. Jelikož jejich písmo není dosud rozluštěno, poznatky o etruské kultuře jsou čerpány převážně z archeologických vykopávek jejich hrobů.

### Persie

#### Achaimenovská říše
Babylonská vláda v Mezopotámií a Sýrií se již brzy po svém nastolení začala drolit. Nebukadnesarovým nástupcům se nepodařilo udržet svoji moc nad dobytými zeměmi. Navíc obliba královského rodu značně poklesla i v samotné Babylonii, což usnadnilo vzestup nové dominantní mocnosti Blízkého východu. Tou se stala perská říše, jejímž zakladatelem byl Kýros II. Veliký. Ten byl původně vládcem Persidy, vazalského státu médské říše. Když však porazil médského krále Astyaga a obsadil jeho hlavní město, ustavil se králem Médů a Peršanů. O několik let později si podrobil lýdskou říši krále Kroisa a řecké obce na maloasijském pobřeží. V roce 539 př. n. l. mu k nohám padl samotný Babylon. Kýros se pak vydal na výpravu proti Massagetům do střední Asie, ovšem v boji s nimi byl zabit. Jeho syn Kambýsés II. pokračoval ve výbojích a v roce 525 př. n. l. dobyl Egypt. Po Kambýsově nenadálé smrti o tři roky později a následným zmatkům hrozil říši zánik. Dáreiovi I., jednomu z vedlejších členů dynastie Achaimenovců, se však podařilo zmocnit se vlády. V říši záhy vypukla další vážná povstání, jejichž zdolání si vyžádalo dva roky, než mohl Dáreios konečně upevnit svoje panování.

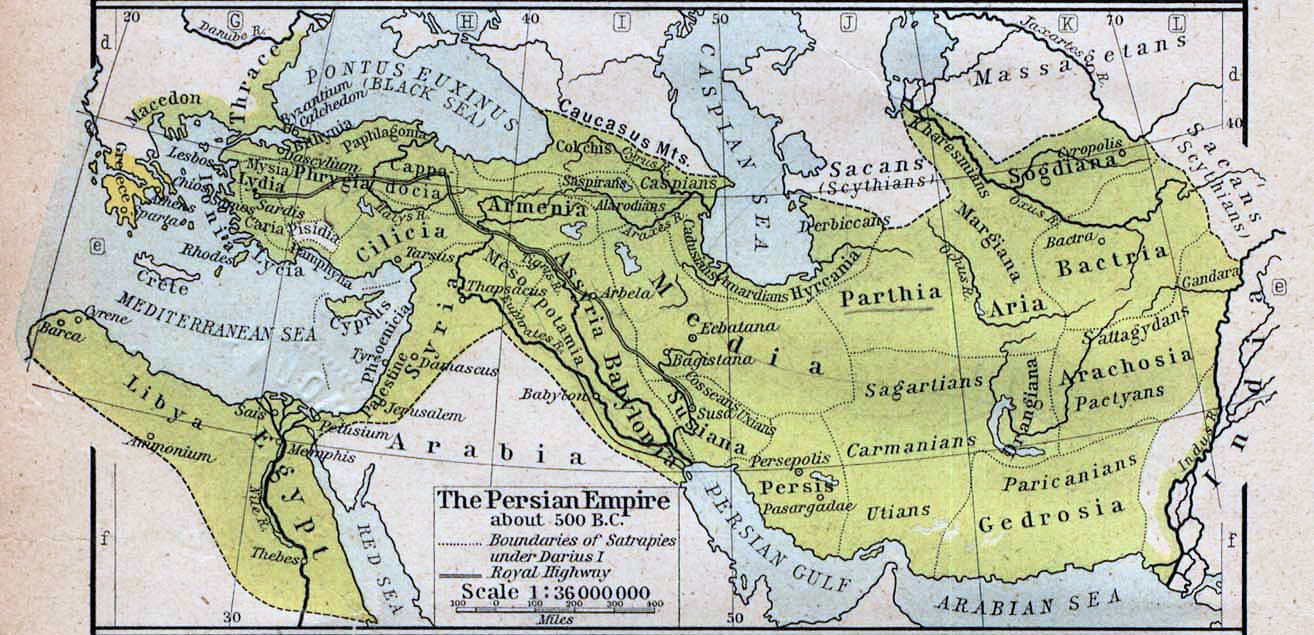
Perská říše na vrcholu své moci za Dáreia I. (490 př. n. l.)

I přes počáteční nestabilitu dokázal Dáreios říši sjednotit a posunout její hranice až k řece Indu na východě a na poloostrov Kyrenaika na západě. Angažoval se také v oblasti Egejského moře. Nejprve proti vzbouřeným maloasijským Řekům a následně proti Athénám, které jim poskytly podporu. V boji proti Athéňanům mu ale Miltiadés přivodil porážku v bitvě u Marathónu v roce 490 př. n. l. Jeho syn a nástupce Xerxés I. sice dosáhl během řecko-perských válek nad Řeky vítězství v bitvě u Thermopyl v roce 480 př. n. l., nicméně v následujících bitvách u Salamíny a u Platají byli Peršané zásluhou Themistokla a Pausania přesvědčivě poraženi, čímž byla perská expanze ukončena.
Již za Dáreia I. byly zaváděny rozsáhlé reformy. Perské způsoby se prosadily ve všech oblastech politického a z velké části i kulturního života státu, přesto nelze hovořit o naprosté dominanci perské kultury na celém území říše. Peršané zacházeli s tradicemi, kulturou a politickým systémem podmaněných národů i nadále se značným respektem. Také titul „velkokrál“ nelze proto chápat jako označení krále perské říše, nýbrž spíše jako “krále králů“ případně „krále zemí a kmenů“. Tento pocit sounáležitosti je vyjádřen i na četných královských nápisech a reliéfech v královských rezidencích: v Súsách, v Persepoli, v Pasargadách a v Ekbatáně, stejně jako na náhrobcích v Nakš-e Rustamu. Navzdory tomu byla perská nadvláda některými národy, obzvláště Egypťany, pociťována jako útlak. To vedlo společně s rostoucí slabostí perské vlády, kterou využívali někteří správci provincií – satrapové – k povstáním, ke značným územním ztrátám říše na počátku 4. století př. n. l. Artaxerxovi III. (359–338 př. n. l.) se však ještě jednou podařilo upevnit moc říše, když k perské říši znovu připojil většinu odpadlých pohraničních území (především Egypt). Hlubší konsolidaci říše ale zabránilo jeho zavraždění. O několik let později byla perská říše dobyta Alexandrem Velikým.

#### Írán za Parthů a Sásánovců
Helénismus se v Íránu prosadil jen omezeně, neboť vliv řecké kultury reprezentovaný seleukovskou říší byl ukončen již v průběhu 2. století př. n. l. vzestupem Parthů vedených dynastií Arsakovců, kteří v Persii založili parthskou říši. Moc arsakovských králů byla poměrně decentralizovaná ve prospěch jejich vazalů. Parthská říše působila do jisté míry jako prostředník mezi západním řecko-římským světem a východními civilizacemi v Indii a Číně. Parthové se museli neustále bránit jak proti římské hrozbě na západě, tak proti nomádským kmenům útočícím ze severovýchodu. Obranu říše ztěžovalo především nestabilní vnitřní uspořádání říše a časté nástupnické spory. Rozepře mezi členy dynastie znemožnily Parthům využít jejich vítězství nad Římany v bitvě u Karrh. Navzdory tomuto úspěchu představoval však Řím pro Parthy vážného a nebezpečného soupeře, který jim pravidelně uštědřoval ničivé porážky a odnímal značné části území.
V roce 114 napadl parthskou říši Traianus, jenž během svého postupu obsadil Mezopotámii, centrum parthské vlády, čímž Arsakovcům přivodil katastrofální porážku. Poté, co se Hadrianus v roce 117 tohoto území velkoryse vzdal, dokázali Parthové pozvednout svoji moc, načež se znovu stali odhodlaným nepřítelem Římanů. V roce 161 napadli Arménii (předmět neustálých svárů mezi Římany a Parthy, později Sásánovci). Avšak v následujícím roce byli poraženi vojsky vojevůdce Avidia Cassia. Římané dobyli v roce 165 parthské hlavní město Ktésifón, nicméně brzy se opět stáhli. Při svém návratu z východu zavlekli římští legionáři do Itálie mor. Přibližně v této době se začaly vytvářet zárodky pozdějšího pádu parthské říše. Parthský vazal a vládce Persidy z rodu Sásánovců využíval rostoucí nespokojenosti s parthskou nadvládou a nově probuzené perské národní hrdosti k posílení vlastní pozice.

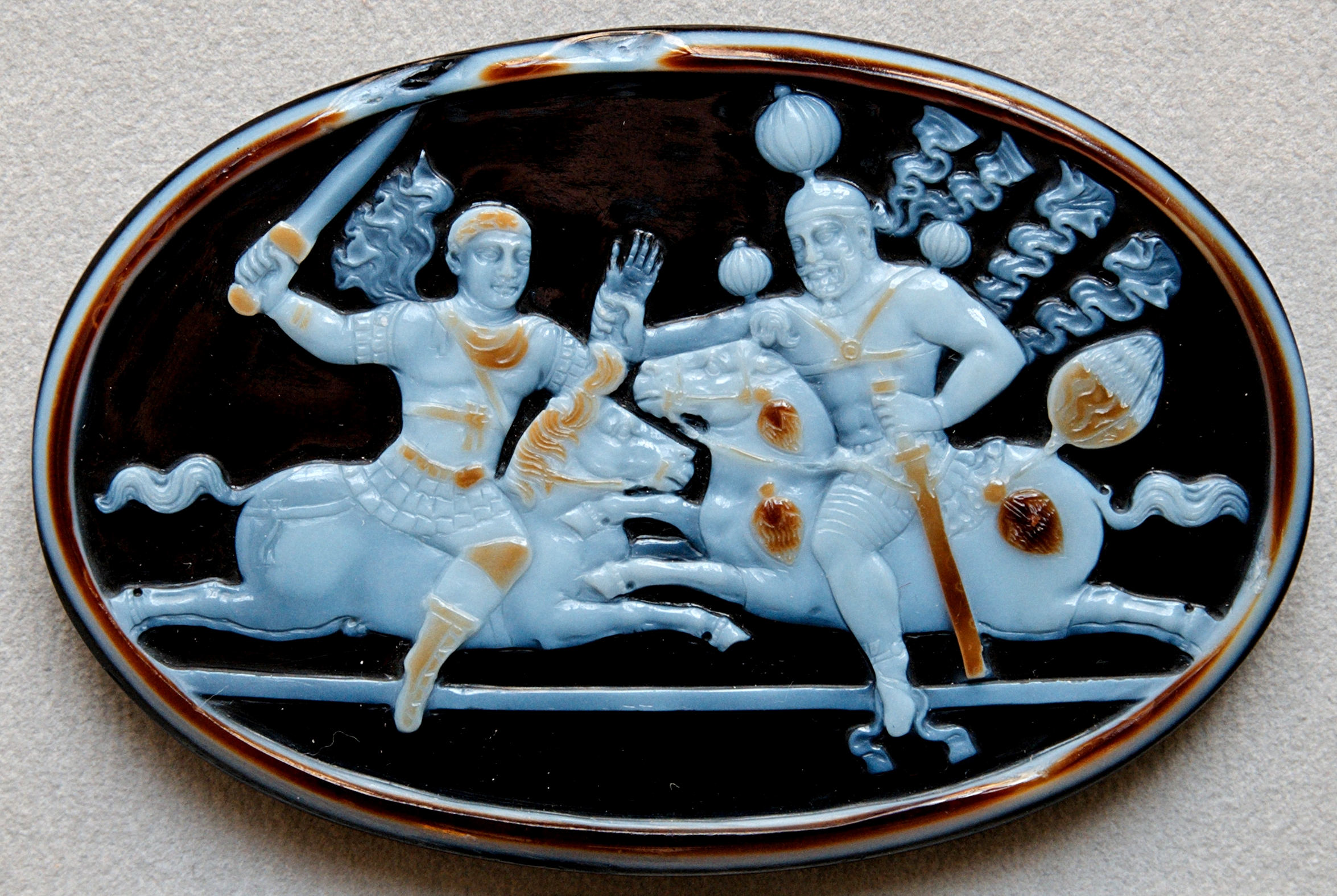
Kamej znázorňující zajetí císaře Valeriana Šápúrem I.

Tažení římského císaře Septimia Severa na konci 2. století, v jehož průběhu byl znovu vypleněn Ktésifón, znamenalo pro parthskou říši úder, z něhož se již nevzpamatovala. V Persidě se záhy rozhořelo povstání pod vedením lokálního vládce Ardašíra I., jenž v roce 224 porazil parthského krále Artabana IV. Perská dynastie Sásánovců se poté chopila moci a založila sásánovskou říši. Ardašír a jeho syn Šápúr I. získali kontrolu nad celým někdejším parthským územím a napadli římskou říši. Peršané dobyli Arménii a přivodili římským legiím řadu porážek, které vyvrcholily v roce 260, kdy byl v Edesse zajat římský císař Valerianus. Ofenzívu proti Římanům obnovil ve 4. století Šápúr II. Císař Julianus sice v roce 363 vpadl s početným vojskem do Mezopotámie, avšak v jedné menší bitvě padl. Římané museli následně uzavřít potupný mír, v němž se ve prospěch Peršanů vzdali některých svých pohraničních území. Na počátku 5. století se na severovýchodní hranici Persie objevil nový nepřítel Sásánovců – Heftalité, nazývaní také Bílí Hunové. V roce 484 padl v bitvě s nimi velkokrál Péróz I. Peršané byli v důsledku této porážky přinuceni Hefthalitům platit tribut. V téže době vypukl v říši hladomor, který vyústil v četná povstání.
Oslabení šlechty v důsledku vzpour a hladomorů využil Husrav I., nejvýznamnější sásánovský panovník, k prosazení zásadních reforem. V roce 532 uzavřel s Římany mír, který ale již v roce 540 sám porušil. Perské vojsko vpadlo do Sýrie a dobylo a vypálilo Antiochii nad Orontem, nejdůležitější město římského Orientu. Husravovi I. se podařilo zničit rovněž říši Hefthalitů. Perská moc byla za jeho vlády rozšířena až do Arábie a Jemenu. Jeho vnuk Husrav II. posunul hranice perské moci ještě dále, když dobyl římské provincie Sýrii a Egypt a v roce 626 ve spojení s Avary neúspěšně obléhal samotnou Konstantinopol. Protiofenzíva císaře Herakleia však přivodila Peršanům v roce 627 drtivou porážku. Husrav byl poté zavražděn během palácového povstání. Persie se v důsledku toho propadla do vnitřní anarchie a bojů o trůn, které říši spolu s předchozími dlouholetými válkami značně vyčerpaly, což usnadnilo expanzi Arabů po roce 634. Po smrti posledního sásánovského panovníka Jazdkarta III. v roce 651 perská říše zanikla.

## Středomoří

### Řecko

#### Městské státy a kolonizace

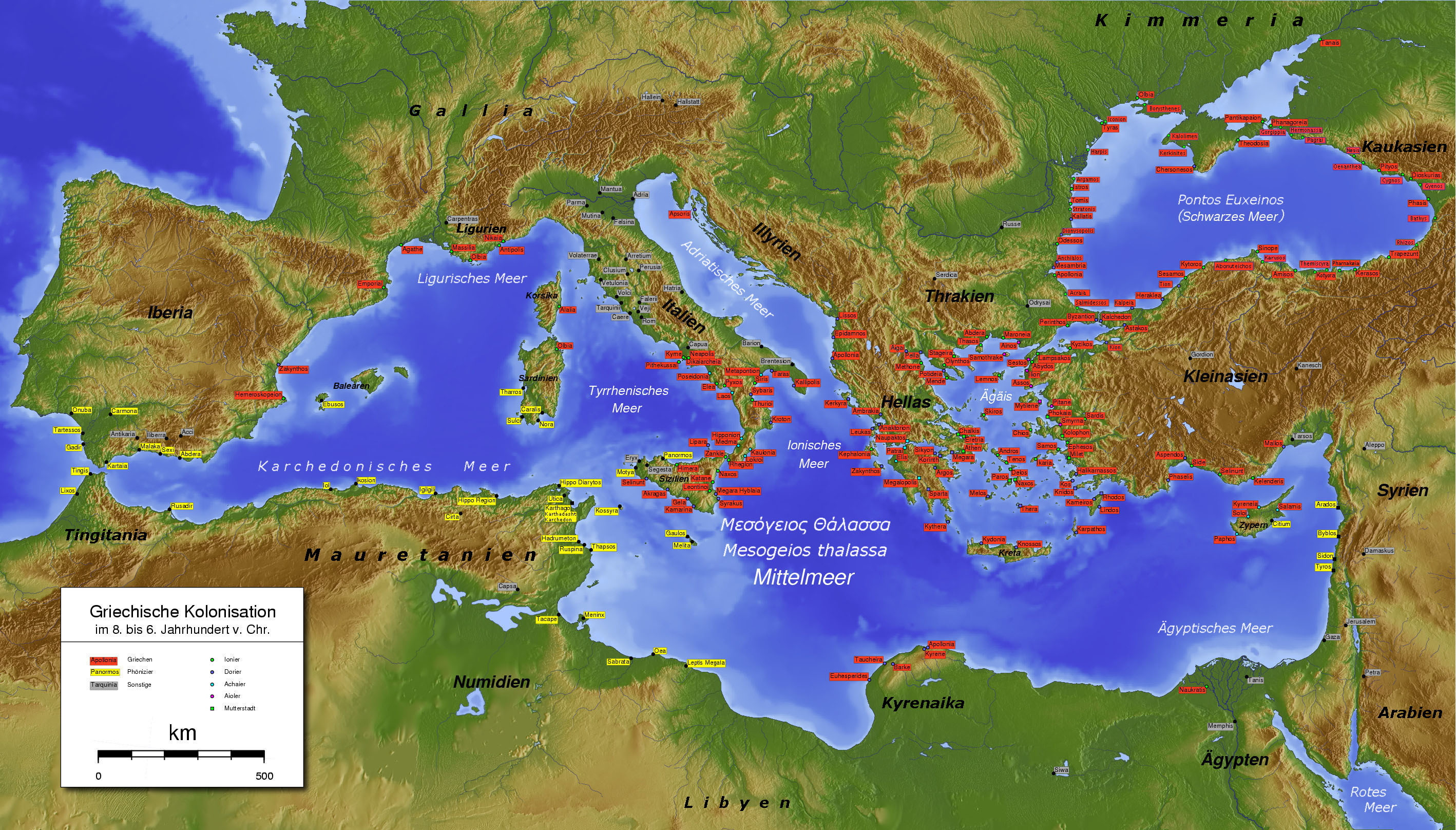
Řecká a fénická kolonizace

V oblasti Egejského moře nastaly po zániku mykénské kultury zásadní sociální proměny a zvraty vyvolané novou invazí kmenů ze severu. Tato doba se kvůli chybějícím soudobým pramenům nazývá „temným obdobím“. Po jeho skončení započala na Peloponéském poloostrově expanze jednoho ze zdejších městských států – Sparty. V jiných řeckých obcích došlo k nahrazení dosavadní královské vlády progresivnějším společenským uspořádáním. Na konci tohoto procesu se ve většině městských států (poleis) prosadilo demokratické zřízení. Ovšem vyskytovaly se rovněž autoritativnější politické systémy, které se později buď vyvinuly v demokracii, anebo setrvaly i nadále ve formě tyranie, v níž stál na vrcholu státní moci jediný vládce. Vysoká hustota osídlení se také v Řecku stala podnětem k zámořským výpravám, jejichž důsledkem byla řecká kolonizace Středozemního a Černého moře (tzv. Velká kolonizace). Kolonizace vycházela převážně z měst Korint, Megara, Chalkis a Milétos. Mezi hlavní cíle kolonistů patřila Sicílie, jižní Itálie (Magna Graecia), severní pobřeží Egejského moře a celé Černomoří. Řecká kolonizace se však s výjimkou severozápadní Afriky dotkla prakticky všech zemí omývaných Středozemním mořem. Na Sicílii došlo ke kontaktu řeckých kolonistů s již existujícími fénickými koloniemi. Výsledkem byly trvalé konflikty mezi Řeky a Puny, které byly pro dějiny ostrova charakteristické až do 3. století př. n. l.

#### Klasické období
Kulturní vývoj ve starověkém Řecku na přelomu 5. a 6. století př. n. l. vedl k počátku klasického období, epochy, která se vyznačovala dokonalostí filozofických, politických a kulturních myšlenek. Z politického hlediska se na počátku této doby ocitly řecké poleis v konfliktu s perskou říši. Řecko-perské války vyvolaly mezi Helény silný pocit vzájemnosti. Obyvatelé řeckých obcí se pokládali za obránce civilizace proti východním barbarům (tehdy tento pojem ještě neměl dnešní pejorativní nádech, nýbrž se jednalo o označení pro neřecké národy). Přesto se řecký svět i nadále vyznačoval hlubokou vnitřní nejednotností, která byla jen dočasně překonána z důvodu vnějšího ohrožení.
Po úspěšném završení obrany proti Peršanům Helénové kolem roku 477 př. n. l. osvobodili řecké obce na západním pobřeží Malé Asie. Následující období se vyznačovalo soupeřením Athén a Sparty o přednostní postavení v Řecku. Zvláště Athény zažívaly pod vedením Perikla jedinečnou epochu svých dějin. Vzájemná řevnivost mezi oběma obcemi přerostla však v roce 431 př. n. l. v peloponéskou válku, která je někdy nazývána antickou světovou válkou. Toto dlouhé a náročné střetnutí skončilo v roce 404 př. n. l. vítězstvím Sparty. Již o několik let později se však řecké obce střetly v tzv. korintské válce (395–386 př. n. l.), která byla ukončena teprve královským mírem. Tento mír znamenal potvrzení mocenské převahy Persie, neboť řecké státy nebyly schopny vlastními silami naleznout přijatelný modus vivendi. Smlouva obsahovala také prohlášení, že všechny řecké městské státy mají být nezávislé. Pro menší obce měla tato deklarace jen formální hodnotu, avšak pro Athény, Spartu nebo Théby měla značný význam. Sparta byla pokládána za garanta perské dominance v Řecku a díky perské podpoře zaujímala hegemonní postavení. Prosadit všeobecný mír (koiné eiréné) se ale Sparťanům nepodařilo, když se proti nim postavily Athény a Théby. Byly to právě Théby, jimž stál v čele Epameinóndás, které porazily Spartu v bitvě u Leukter, čímž Sparťané ztratili své výsadní postavení. Thébská hegemonie ale netrvala ani deset let. Řecko, rozvrácené neustálými válkami, se poté ocitlo v politickém vakuu.

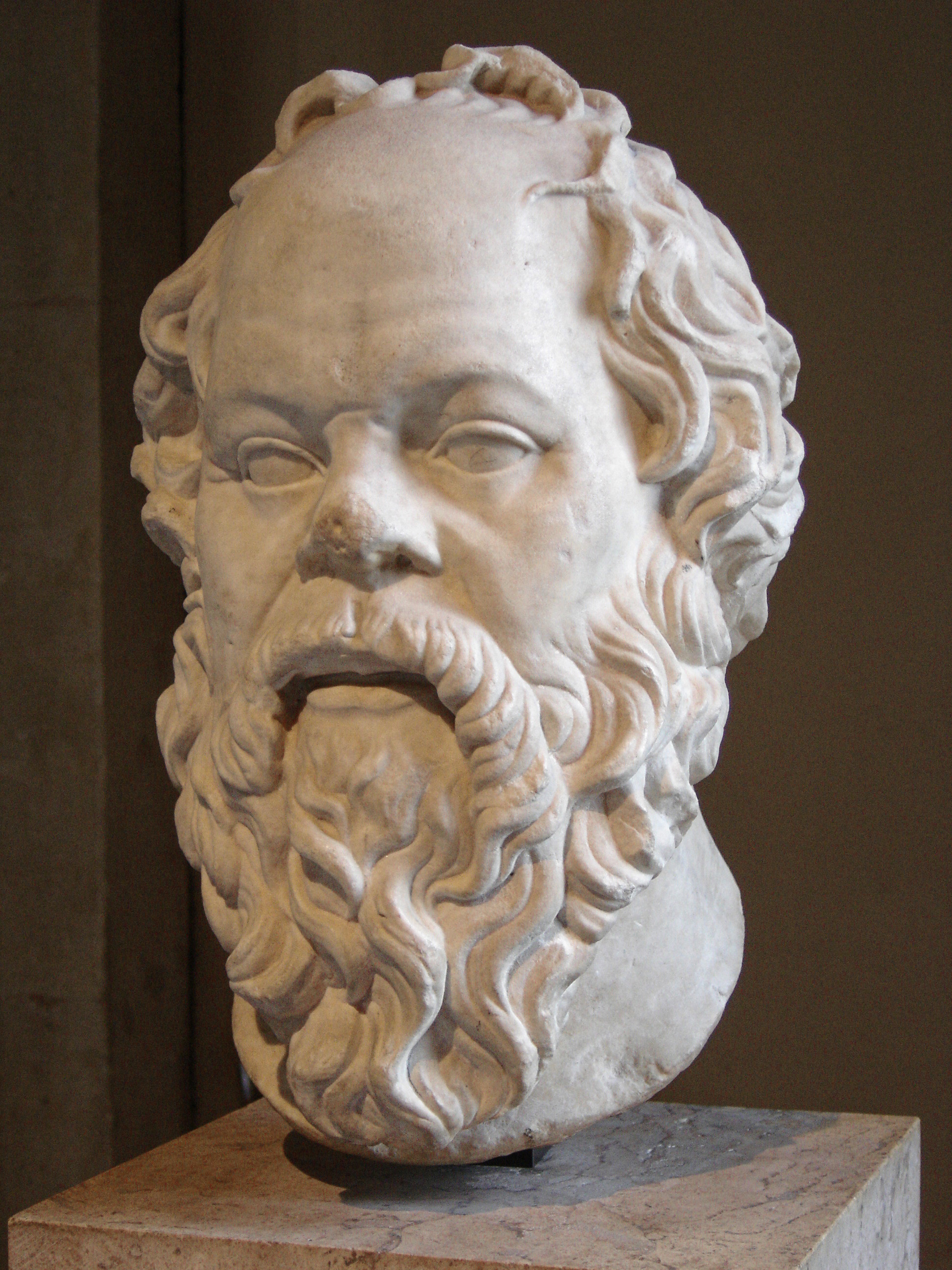
Busta filozofa Sókrata v Louvre

Mnoho Helénů žijících v této době cítilo, že někdejší lesk jejich civilizace kvůli přetrvávajícímu chaosu upadá. Někteří řečníci, jako třeba Ísokratés, proto vyzývali ke sjednocení řeckých obcí za účelem odvetného tažení proti Peršanům. Realizace tohoto cíle se ujal makedonský král Filip II., který v letech 359 až 338 př. n. l. dobyl téměř celé Řecko a velké části na sever a na východ od Makedonie ležících území Ilýrie a Thrákie. V roce 338 př. n. l. dosáhl navzdory Démosthenově úsilí vítězství v bitvě u Chairóneie, v níž ničivě porazil spojené athénské a thébské vojsko. Jako nový řecký hegemon plánoval válečné tažení proti perské říši, jeho úmysl byl ale o dva roky později zmařen rukou vraha.
Klasické období je obecně považováno za výchozí bod vývoje západní kultury. Základem řecké literatury byly Homérovy eposy Ilias a Odysseia, které již Helénové pokládali za posvátné. Nejoblíbenější soudobou zábavu širokých vrstev obyvatelstva představovalo divadlo. Dramatická díla Aischyla, Aristofana, Sofokla nebo Eurípida udávala směr veškeré pozdější evropské literatuře. Historické dílo Hérodota v 5. století př. n. l. znamenala počátek dějepisectví, které poprvé detailně a věrně rekonstruovalo historické události. Thúkýdidés, kronikář peloponéské války, se pak stal zakladatelem vědeckého dějepisectví. Zřejmě nejvýznamnějším důsledkem duchovního života řecké civilizace se však jeví být klasická řecká filozofie. V myšlenkách a dílech Sókrata, Platóna a Aristotela dosáhla antická filozofie svého vrcholu. Na principech a zásadách v nich obsažených je dodnes postavena křesťanská a evropská etika. Svůj rozkvět zaznamenaly rovněž hudba, architektura, sochařství a malířství. Úspěchy dosažené Helény v těchto oblastech tvořily základní kameny pro pozdější další rozvoj umění.

#### Helénismus
Po zavraždění Filipa II. převzal vládu v Makedonii jeho syn Alexandr Veliký, jenž upevnil makedonskou hegemonii v Řecku a v roce 334 př. n. l. zahájil tažení proti perské říši. Nejprve osvobodil řecké obce v Malé Asii a poté pronikl do perského vnitrozemí. Během dvou let se zmocnil všech perských území podél východního pobřeží Středozemního moře a vstoupil do Egypta. V bitvě u Issu (333 př. n. l.) se mu postavil na odpor perský velkokrál Dáreios III. Makedoňané v této bitvě zvítězili, avšak Dáreios unikl a shromáždil nové vojsko. S ním se Alexandr v roce 331 př. n. l. utkal v bitvě u Gaugamél v severní Mezopotámii a rovněž v této bitvě dosáhl Alexandr vítězství. Následně se bez větších překážek zmocnil Babylonu a Sus a nakonec pronikl až do srdce samotné Persie, když si podmanil Persepolis a Ekbatánu.

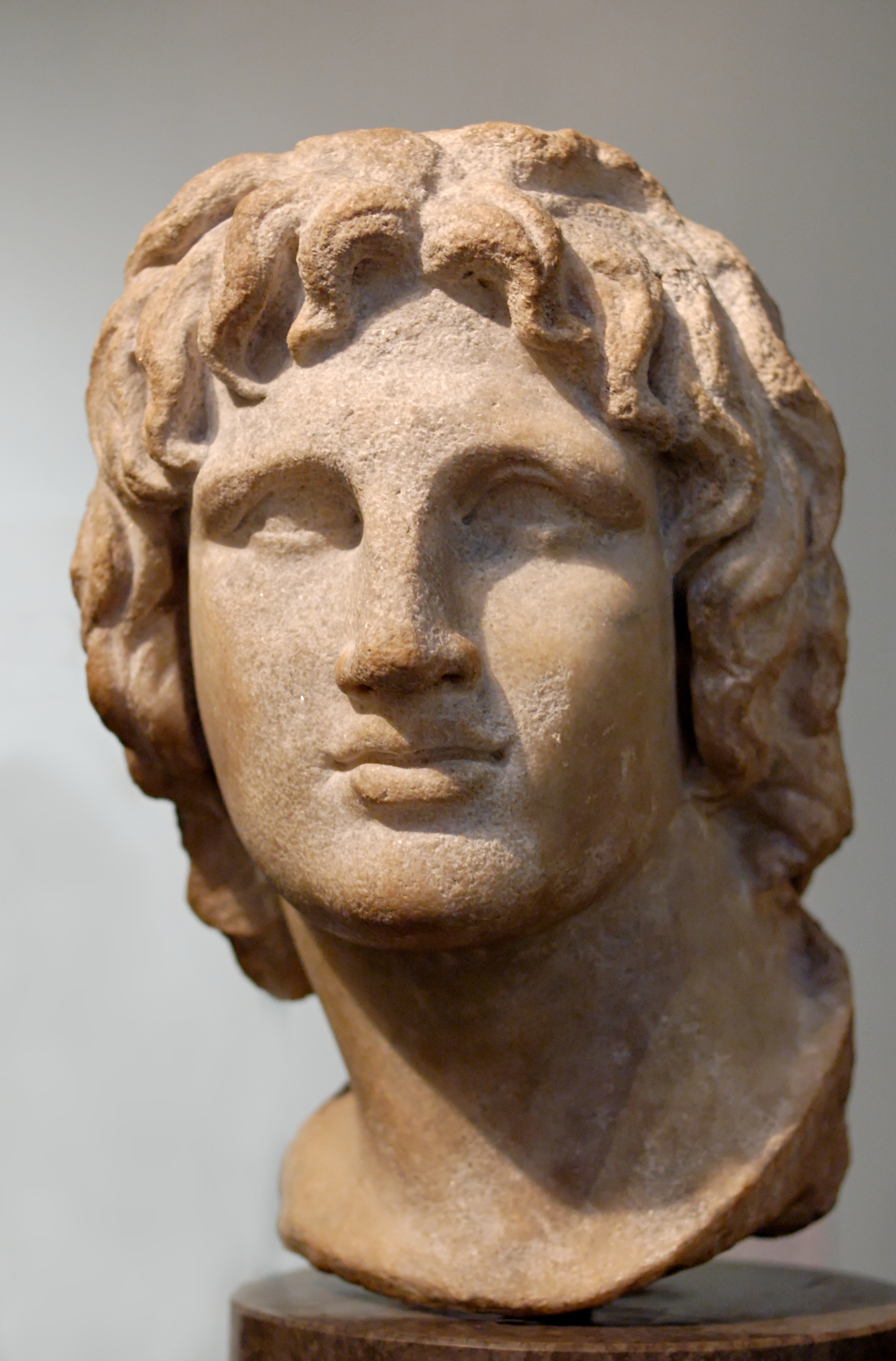
Alexandr Veliký

Alexandr pokračoval v pronásledování Dáreia prchajícího na východ. K očekávané rozhodující bitvě ovšem nedošlo, neboť Dáreios byl zrádně zavražděn satrapou Béssem, jenž si titul velkokrále uzurpoval pro sebe. Alexandr se rozhodl pomstít tuto zradu a postoupil až do Baktrie ve střední Asii, načež Béssu dostihl a krutě popravil. Boje ve střední Asii se proměnily v gerilovou válku s místními kmeny, které se vzdaly teprve v roce 327 př. n. l. Alexandr poté podnikl kampaň do údolí řeky Indus, kde se střetl s řadou domorodých indických králů, než ho jeho vyčerpaní vojáci nakonec donutili k návratu. Na zpáteční cestě do Persie Alexandrovo vojsko utrpělo těžké ztráty při pochodu přes poušť v Gedrósii. Po návratu se Alexandr usadil se svou družinou v Babylonu, kde během plánování tažení do Arábie a na západ v roce 323 př. n. l. zemřel. Následovaly války diadochů, jež vedly k rozpadu Alexandrovy říše, na jejíchž troskách vznikly říše Seleukovců, Ptolemaiovců a Antigonovců.
Původní motiv a záminku tažení na východ – pomstu Řeků – Alexandr postupem časem opustil a začal naopak prosazovat myšlenku splynutí Řeků s barbary. Během tažení zakládal Alexandr na dobytých územích četná nová města a dokonce uspořádal hromadnou svatbu mezi makedonskými vojáky a urozenými Peršankami. Alexandrova říše a jeho vystupování nabývaly stále více orientálních rysů, což však u Makedoňanů vyvolávalo nelibost. Myšlenka spojení Řeků a barbarů tudíž vzala za své prakticky současně s Alexandrovou smrtí. Nadále však přetrvávala snaha prosadit řeckou kulturu ve východních zemích, což naráželo na odpor podrobených národů. Alexandrovi nástupci byli proto pozvolna vytlačováni z Persie. Stopy řecké civilizace se přesto zachovaly především v Baktrii a v Mezopotámii, kde se řecká přítomnost udržela nejdéle. Západněji položené země jako Sýrie, Malá Asie a Egypt byly vystaveny mnohem silnějšímu působení řecké civilizace. V novém egyptském hlavním městě Alexandrii místní a řecká kultura úplně splynuly. V Malé Asii a částečně i v Sýrii se řecká civilizace plně prosadila na úkor původních domorodých kultur. Nesvornost a vnitřní slabost helénistických říši nicméně vedla k tomu, že veškerý řecký svět byl postupně pohlcen Římany a Parthy. Pod nadvládou Římanů vliv helénistické kultury na východě přesto ještě zesílil.

### Řím

#### Vzestup římské republiky

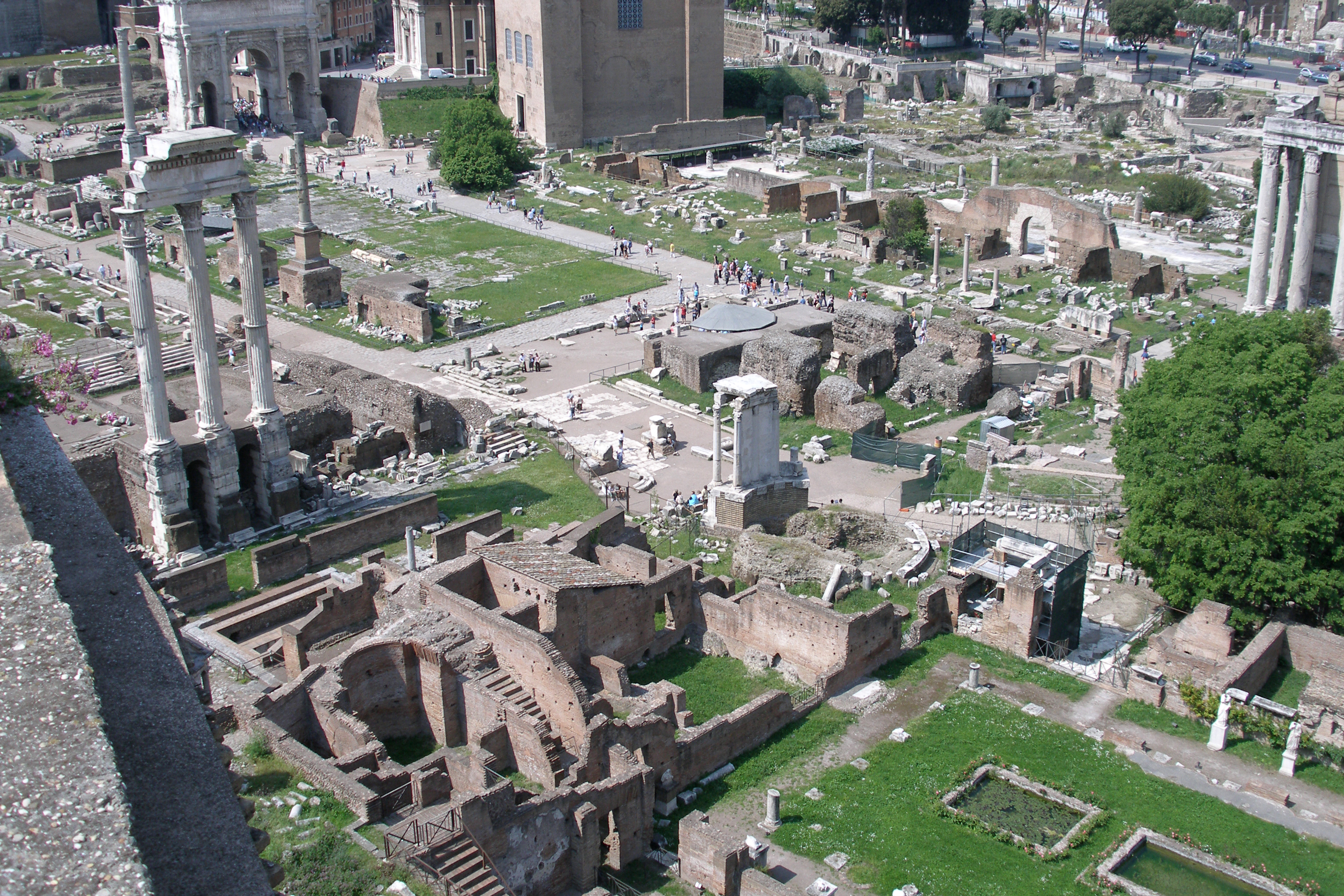
Forum Romanum v současnosti

Ve svých počátcích byl Řím městským státem, v němž vládli králové etruského původu. Někdy na přelomu 5. a 6. století př. n. l. však Římané tyto krále svrhli (podle římské tradice se tak stalo v roce 509 př. n. l., ačkoli ve skutečnosti se to přihodilo zhruba kolem roku 475 př. n. l.), čímž byla etruská vláda v Římě ukončena. Do čela nově vzniklé republiky (res publica – věc veřejná) byli každoročně voleni dva konzulové. Následnou pozvolnou římskou expanzi nezastavil ani vpád Galů, kteří vydrancovali Řím v roce 387 př. n. l. Po celé řadě zpočátku obranných válek se sousedními kmeny Etrusků, Latinů, Samnitů, Umbrů a nakonec s jihoitalskými Řeky, které vedl Pyrrhos, dosáhli Římané na počátku 3. století př. n. l. kontroly nad celou Itálií.
V roce 264 př. n. l. vypukla na Sicílii kvůli sporům mezi Římany a Kartáginci první punská válka, jež skončila v roce 241 př. n. l. ovládnutím Sicílie vítěznými Římany. V následujícím desetiletí rozšířili Římané svou moc na dřívější kartaginské ostrovy Sardinii a Korsiku, zatímco Kartáginci si vykompenzovali své ztráty dobytím Hispánie. Opětovný vzrůst napětí mezi oběma státy vyústil v druhou punskou válku poté, co kartaginský vojevůdce Hannibal dobyl římské spojenecké město Saguntum. Hannibal vedl pak tažení na Apeninský poloostrov, které vyvrcholilo drtivým kartaginským vítězstvím nad Římany v bitvě u Kann v roce 216 př. n. l. Hannibal se přesto nedokázal Říma zmocnit a zůstal izolován v jižní Itálii, což Římanům umožnilo obnovit své legie. Své válečné úsilí Římané nasměrovali proti kartaginským državám v Hispánii, které si během několika let úplně podmanili a vyrvali tuto zemi z moci Kartága. Když po porážce v bitvě u Metauru selhal poslední kartaginský pokus o zvrat, byl Hannibal přinucen vrátit se zpět do severní Afriky, kde byl Scipionem Africanem v bitvě u Zamy v roce 202 př. n. l. definitivně poražen. Vítězstvím ve druhé punské válce se Římané stali vedoucí mocností západního Středomoří. Třetí punská válka, ke které došlo v roce 149 př. n. l., skončila úplným zničením Kartága. Město bylo srovnáno se zemí, půda prokleta a jeho území bylo jako provincie Afrika anektováno Římany.
Po roce 200 př. n. l. se Římané začali angažovat také v Řecku a ve východním Středomoří. Zpočátku vystupovali jako osvoboditelé řeckých obcí od makedonské nadvlády, během následných válek však získali kontrolu nad celým Řeckem a definitivně zbavili Helény svobody. V roce 133 př. n. l. zdědili Římané po smrti krále Attala III. pergamské království, čímž si zajistili pevnou základnu pro další výboje v Asii.

#### Krize republiky
Na konci 2. století př. n. l. byl Řím ohrožen vpádem germánských Kimbrů a Teutonů, kteří se vydali ze svých původních sídlišť na severu Evropy směrem na jih. Po několika vážných porážkách Římanů provedl Gaius Marius zásadní reformu římské legie, díky čemuž dokázal útočící kmeny porazit. Po vítězství nad pontským králem Mithridatem Římané nově uspořádali poměry na východě. Sociální napětí a nedostatek vojenských sil však zapříčinily politické zmatky v samotném Římě. Pokus bratrů Gracchů vyřešit tyto problémy cestou agrární reformy neuspěl, jelikož oba nakonec skončili násilnou smrtí. Politické uspořádání republiky se navíc ukázalo jako nevyhovující k ovládání tak obrovské říše, v jakou se Řím ve druhé polovině 2. století př. n. l. rozrostl. Krize republiky byla ještě zhoršována řadou ambiciózních politiků a vojáků, kteří sledovali vlastní cíle. Senát byl rozpolcený bojem soupeřících frakcí – optimátů a populárů. Vůdce optimátů, Lucius Cornelius Sulla, uchvátil v roce 82 př. n. l. moc v Římě. Vnitřní spory byly dočasně urovnány nastolením diktatury, která trvala až do jeho odstoupení v roce 80 př. n. l.

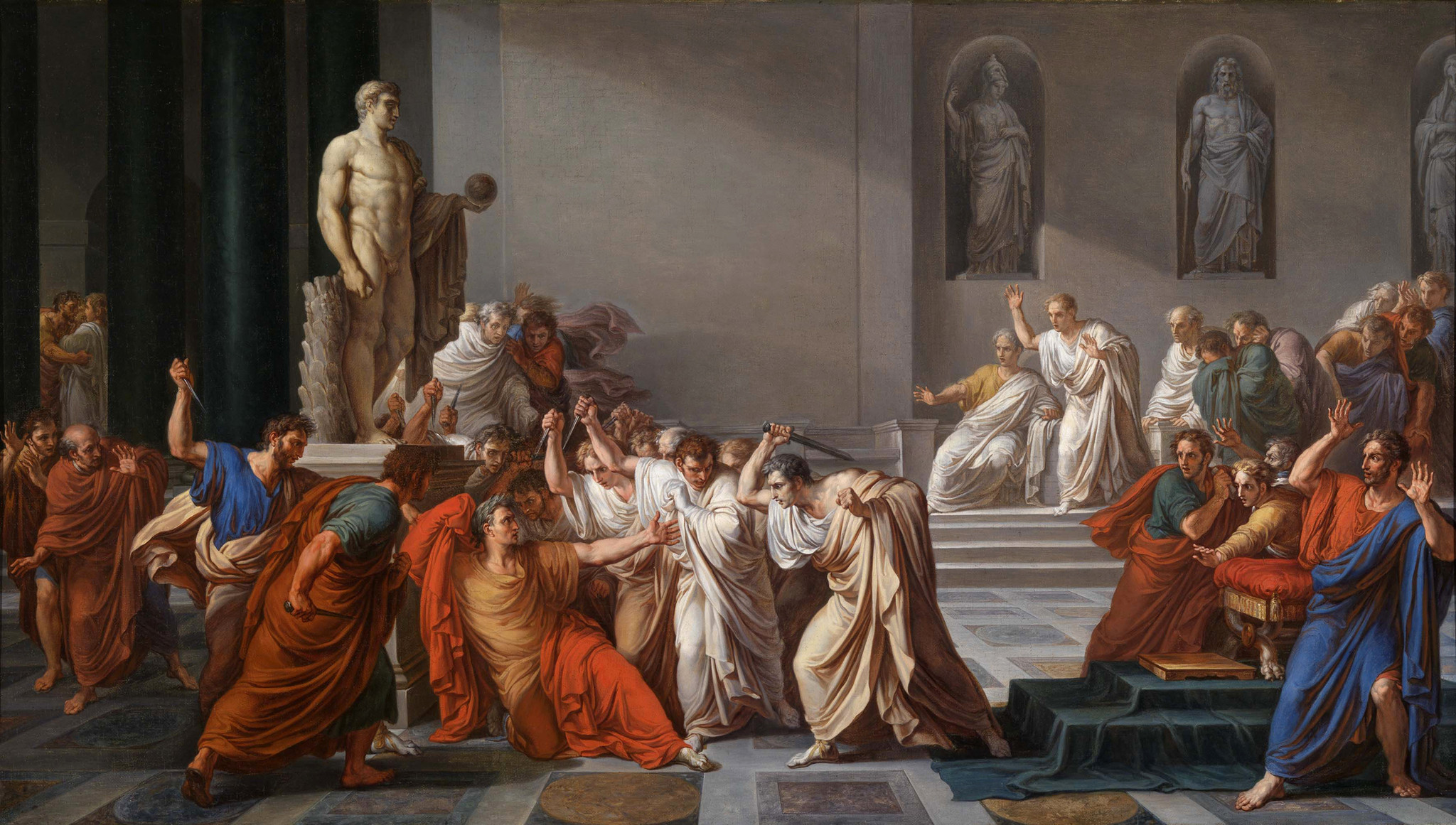
Smrt Caesara, obraz od Vincenza Camucciniho

Obnovit stabilní politické prostředí se přesto nepodařilo. Rozsáhlé povstání otroků vedené Spartakem poukázalo na přetrvávající slabost republiky. V roce 60 př. n. l. uzavřeli tři význační vojevůdci Crassus, Pompeius a Julius Caesar tzv. první triumvirát. Julius Caesar, byl nakonec tím, kdo dokázal z tohoto spojenectví nejvíce vytěžit. V roce 59 př. n. l. odešel do Galie, kterou během několika let celou dobyl a připojil k Římské říši. Když Crassus v roce 53 př. n. l. padl v bitvě u Karrh proti Parthům, triumvirát se rozpadl. Z podnětu Pompeia postavil senát Caesara mimo zákon, čímž byl Caesar vyprovokován ke vpádu do Itálie, načež započala další fáze občanských válek. V roce 48 př. n. l. byl Pompeius poražen v bitvě u Farsalu a Caesar se stal jediným pánem Říma. V roce 44 př. n. l. byl však v senátu zavražděn a římský stát opět upadl do vnitropolitických zmatků. Marcus Antonius, Octavianus a Marcus Lepidus vytvořili druhý triumvirát, namířený proti Caesarovým vrahům. V roce 42 př. n. l. je triumvirové porazili v bitvě u Filipp, ale nedlouho nato obrátili zbraně proti sobě. Po vítězství nad Markem Antoniem a Kleopatrou v bitvě u Actia v roce 31 př. n. l. získal Octavianus veškerou moc v římském státě.

#### Rané a vrcholné císařství
Octavianus se snažil vzbudit dojem znovuobnovení republiky. Ve skutečnosti ale byl jediným vládcem říše, přičemž nastolil nový systém vlády nazývaný principát. Stal se prvním římským císařem a přijal čestný titul augustus („Vznešený“). Za jeho vlády byla k Římu připojena další území v Hispánii, v Malé Asii a hranice říše byly posunuty až k řekám Dunaji a Rýnu. Také Egypt se stal součástí římské říše. Pokus dobýt Germánii ovšem selhal, když byly tři římské legie zničeny v bitvě v Teutoburském lese. Za jeho nástupců Tiberia, Caliguly, Claudia a Nerona byl principát dále upevněn. Za Tiberia byl v provincii Judeji ukřižován Ježíš Kristus. Říše získala další území v Británii, v severní Africe a na východě, třebaže Augustovi následovníci byli jen průměrně schopní a v případě Caliguly a Nerona se jednalo o nenáviděné tyrany. Po Neronově zavraždění v roce 68 nastala krátká občanská válka, jejímž vítězem a novým císařem se stal Vespasianus.
Vespasianus reorganizoval státní finance a stabilizoval správu říše. Podobně i jeho synové Titus a Domitianus si počínali celkem úspěšně, ačkoli Domitianus padl v roce 96 za oběť spiknutí vyvolanému jeho autoritativním způsobem vlády. Flaviovce vystřídali na trůně tzv. adoptivní císaři, za jejichž vlády se římská říše ocitla na vrcholu své moci. Za Traiana dosáhla říše dobytím Dácie, Mezopotámie, Asýrie a Arménie svého největšího územního rozsahu. Nicméně Traianův nástupce Hadrianus se většiny těchto zemí vzdal. Největší hospodářský rozkvět zažili Římané za Antonina Pia. Avšak doba vlády Marca Aurelia se už vyznačovala masivní invazí Germánů a Sarmatů do říše. Jen s vynaložením velkého úsilí se císaři podařilo zdolat jejich příval během náročných tažení markomanských válek. Po násilné smrti despotického Marcova syna Commoda propukla v roce 192 občanská válka, z níž vyšel vítězně Septimius Severus. Ten ale nebyl schopen zajistit říši trvalou stabilitu a po zavraždění jeho syna Caracally v roce 217 se římský stát začal pozvolna propadat do anarchie. Ta naplno propukla po povstání římského vojska v roce 235, během něhož byl svými vlastními vojáky zavražděn Alexander Severus, poslední císař z dynastie Severovců. Následovalo kritické období v dějinách římského císařství – vláda vojenských císařů.

#### Pozdní císařství

Římská říše ve 2. století

Krize třetího století přivodila Římské říši téměř úplnou zkázu. Pokračující útoky germánských kmenů na severní hranici a zesílený tlak sásánovské Persie na východě znamenaly pro Řím vážnou hrozbu, neboť současně docházelo k velkému počtu uzurpací císařského trůnu ze strany různých velitelů římských vojsk. Některá území říše byla dočasně ztracena (Galie, Británie a východní provincie). Pohraniční území v Germánii a v Dácii musela být opuštěna natrvalo. Teprve za Diocletiana se s pomocí rozsáhlých reforem podařilo v říši nastolit klid. Impérium bylo spravováno celkem čtyřmi císaři, vládnoucími ve vzájemné shodě (tetrarchie). Za Diocletiana se konalo poslední velké pronásledování křesťanů. Již po Diocletianově abdikaci v roce 305 se říše opět propadla do občanských válek. Konečně v roce 324 převzal vládu nad celým římským impériem Konstantin Veliký, jenž nechal na Bosporu vybudovat nové hlavní město říše, které po něm neslo jméno Konstantinopol. V roce 313 vydal v Mediolanu edikt, jímž povoloval křesťanství. Císař Julianus se sice pokusil zvrátit vzestup křesťánství a podporoval původní kulty (pročež si od křesťanů vysloužil řecký přídomek Apostata, odpadlík). Nešel však cestou teroru či pronásledování, ale naopak pokusil se porazit křesťanství ideologicky (viz např. jeho spis Contra Galileos) a skrytým podporováním rozepří uvnitř církve. Nicméně jeho předčasná smrt při perském tažení (vládl pouze tři roky) jeho záměry zmařila a jeho nástupci většinu jeho pro-pohanských nařízení opět zrušili. Cesta pro christianizaci celé římské říše tak byla připravena. Definitivně završena byla v roce 391, když Theodosius I. zakázal vykonávání veškerých pohanských kultů.
Od poloviny 4. století narůstala intenzita vpádů Germánů na území říše. V roce 375 byli Gótové vytlačeni Huny ze svých sídlišť severně od Dunaje a následně se uchýlili na římské území. Gótové se však zanedlouho vzbouřili a o tři roky později porazili Římany v bitvě u Adrianopole. Tyto události jsou spjaty s počátkem období stěhování národů, které trvalo téměř 200 let a jemuž padla za oběť západní polovina římské říše. Germáni pronikající do říše byli usazováni na římské půdě jako foederati. Jejich pokračující útoky však vedly k pozvolnému utváření germánských států na území impéria a ke ztrátě celých provincií. Třebaže Římané dokázali ubránit svou východní hranici proti výbojné sásánovské říši, také v této oblasti byla někdejší římská mocenská převaha nenávratně ztracena.
Po smrti Theodosia I. v roce 395 byla říše rozdělena mezi jeho syny Arcadia a Honoria. Ačkoli se jednalo pouze o formální dělení vlády nad jedinou celistvou říší, k němuž docházelo často i v minulosti, především z důvodu efektivnější správy a obrany rozlehlého území státu, toto rozdělení se mělo ukázat trvalým. Západní říše, vystavená silnějšímu tlaku Germánů, nebyla schopna uhájit své hranice, pročež v roce 410 vydrancovali Vizigóti vedení náčelníkem Alarichem samotný Řím. Poté, co byl z podnětu císaře Valentiniana III. zavražděn římský vojevůdce Aetius, který ve spojení s Germány zvítězil v roce 451 nad Huny v bitvě na Katalaunských polích, se západořímská obrana zhroutila. V roce 476 po abdikaci posledního císaře Romula Augusta západořímská říše zanikla, třebaže antické tradice, kultura a vzdělanost přetrvaly na Západě až do 6. století. Naproti tomu východní říše disponující příznivějšími geografickými a hospodářskými podmínkami se germánským a perským úderům ubránila. Za Justiniána I. byla dokonce znovu dobyta část území někdejší západní říše. Nicméně vzrůstající vliv křesťanství a obzvláště řecké kultury společně s rozmachem islámu v 7. století způsobily postupnou změnu charakteru státu. Pozdně antické východořímské impérium se tak transformovalo ve středověkou byzantskou říši.

## Jižní a východní Asie

### Indie

#### Harappská kultura a invaze Árjů

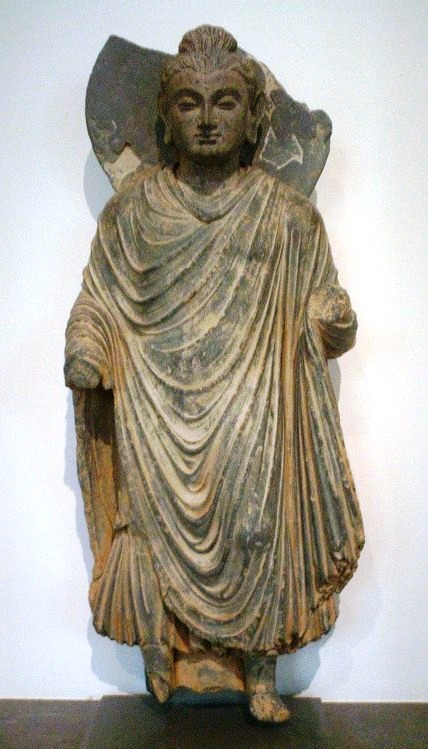
Socha stojícího Buddhy z Gandháry

Moderní poznatky o starověkém sociálním, kulturním a politickém vývoji na území Indického subkontinentu vycházejí kvůli chybějícím písemným pramenům výhradně z archeologických nálezů. Z nich je patrné, že v období neolitu byla celá oblast jen řídce osídlena. Nejranější doklady lidské civilizace pocházejí z let 7000 až 3200 př. n. l. z lokality Méhrgarh, jež se nacházela západně od údolí řeky Indus, u dnešního pákistánského města Kvéta.[zdroj?] Toto místo bylo trvale osídleno asi do doby kolem roku 2600 př. n. l. Domorodé obyvatelstvo bylo pravděpodobně postupně asimilováno kmeny pronikajícími ze západu a severu, jejichž příslušníci hovořili zřejmě drávidskými jazyky.[zdroj?] Tito nově příchozí vybudovali v údolí Indu velice vyspělou civilizaci, nazývanou harappská kultura, která se rozvíjela zhruba mezi léty 3300 – 1700 př. n. l. na území nynějšího Pákistánu. Její jméno je odvozeno od prvního nalezeného města této civilizace, jímž byla Harappa v dnešní pákistánské provincii Paňdžáb. Dalším významným centrem bylo Mohendžodaro. Obě tato města byla vybavena silným opevněním, veřejnými lázněmi a propracovaným kanalizačním zařízením. Obyvatelé Indie udržovali v této době styky se Sumeřany a navázali obchodní kontakty i s Egyptem a Afrikou.
Okolo poloviny 2. tisíciletí př. n. l. došlo k sérii invazí indoevropských kmenů,[zdroj?] které se nazývaly Árjové (Arya) a jejichž řečí byl sanskrt. Tito polonomádi vpadli do Indie přes horské průsmyky na severozápadě a podrobili si velkou část Indického subkontinentu. Zda byla harappská kultura těmito bojovnými nájezdníky zničena nebo došlo k vzájemnému splynutí, zůstává nejasné. Část původního obyvatelstva uprchla na sever, zatímco ostatní byli jako zemědělci absorbováni árjskými dobyvateli. V létech 1500 až 1000 př. n. l. vznikaly Védy, sbírky posvátných textů, předávaných po staletí pouze ústní formou, jež obsahovaly rituály uctívání bohů, provádění obětí a různé filozofické úvahy. Tento nejvýznamnější pramen raných indických dějin zachycuje podstatu hinduismu. Společně s upanišadami a eposy Mahábhárata a Rámájana představují Védy základ veškeré epické literatury a filozofických tradic Indie. Árjové se postupně zmocnili údolí řeky Gangy na jihovýchodě a opustili svůj dřívější nomádský životní styl. V důsledku toho nastaly změny v sociální a politické struktuře, pročež se v Indii koncem védského období prosadil kastovní systém uspořádání společnosti. Nejvýše postavenou kastou byli kněží (bráhmani), po nich následovali vládci a válečníci (kšatrijové), obchodníci, řemeslníci a rolníci (vaišjové) a nakonec nejnižší kasta manuálních pracovníků (šúdrové).

#### Maurjové, Kušáni a Guptovci
Do 7. století př. n. l. vzniklo na území, táhnoucího se od dnešního Afghánistánu až k indickému státu Bihár, celkem šestnáct velkých království a oligarchických republik, nazývaných mahádžanapady. Nejvlivnější z těchto států bylo království Kóšalí, přičemž dalšími důležitými byly Avanti a Gandhára. Poté, co si v 6. století př. n. l. mocné království Magadha podrobilo své sousedy, jádro indické civilizace se přesunulo na východ. Zde působili Buddha a Mahávíra, z jejichž učení vzešla nová náboženství buddhismus a džinismus. Poříčí Indu ovládali místní králové, které si kolem roku 520 př. n. l. podmanil perský král Dareios I. Ovšem Magadha disponovala silnou armádou, díky níž expandovala až do 4. století př. n. l. V roce 326 př. n. l. překročil Alexandr Veliký se svojí vojenskou výpravou pohoří Hindúkuš a vpadl do údolí Indu. Nicméně když se jeho vojáci vzbouřili, ustoupil Alexandr zpět do Persie.

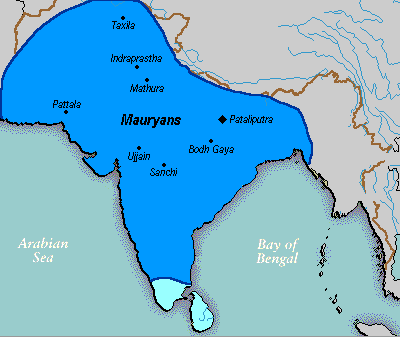
Mapa maurjovské říše v době jejího největšího rozsahu

O pět let později získal vládu nad Magadhou zakladatel maurjovské říše Čandragupta, který během deseti let učinil ze svého sídla Patáliputry hlavní město říše zahrnující velkou část subkontinentu. Vítězstvím nad makedonskými satrapy rozšířil svoji moc do Afghánistánu a Balúčistánu na jihozápadě a tyto zisky stvrdil uzavřením smlouvy se Seleukem I. Rozmach maurjovské říše pokračoval za vlády Ašóky, Čandraguptova vnuka, jenž ve 3. století př. n. l. dobyl jih poloostrova a opanoval tak téměř celou Indii. V pozdějších letech své vlády se Ašóka zcela obrátil k buddhismu a ačkoli usiloval o jeho šíření za hranice své říše, vyznačoval se vysokou mírou tolerance vůči ostatním náboženstvím. Indie se za jeho vlády stala centrem vědy a kultury a především ve městech Nálanda a Takšašíla se vzdělávali učenci z mnoha zemí Asie.
Brzy po Ašókově smrti se maurjovská říše začala rozpadat, k čemuž přispělo dobytí severozápadní Indie řecko-baktrijským králem Démétriem. Rozhodující úder zasadili Maurjům asi v roce 185 př. n. l. Šungové, kteří jedno století ovládali východní a severní Indii. Do této doby spadá pronásledování a porážka buddhismu a opětné nastolení bráhmanismu. Severozápad byl vystavován dalším invazím, jež vedly ke zrodu indo-řeckého království. V 1. století př. n. l. si západní Indii pomanili Šakové neboli Indoskythové, původem ze střední Asie. Ti válčili s dynastií Andhra, která od 2. století př. n. l. ovládala centrální a jižní oblasti. V první polovině 1. století byla říše Indoskythů vyvrácena nomádskými kmeny Jüe-č'i. Ty pokračovaly dále na jih a nakonec se usadily v severozápadní Indii, kde založily kušánskou říši, která udržovala diplomatické a obchodní vztahy s Římany. Za Kanišky, nejvýznamnějšího vládce Kušánů, jenž je navíc považován za velkého patrona buddhismu, sahala jejich říše od Turkestánu až do střední Indie a Gudžarátu. V důsledku tlaku Kušánů nastal úpadek království Andhra, což vedlo k rozmachu tamilských států na jihu Indie. V období od pádu Maurjů byla Indie důležitým hospodářským centrem a obchodovala i s římskou říší. Buddhismus se tehdy rozšířil do střední a jihovýchodní Asie a rovněž do Číny. Indické umění a obzvláště sochařství dosáhly jedinečné úrovně.
Kušánská říše se stejně jako království Andhra zhroutila na počátku 3. století. Kolem roku 320 sjednotil Čandragupta I., vládce Magadhy, území rozkládající se v údolí Gangy a založil guptovskou říši. Jeho nástupci, Samudragupta a Čandragupta II., nabyli v dalších sto letech kontrolu nad celou Indií, podobně jako se to dříve podařilo Maurjům. Svoji říši, která se rozprostírala od Afghánistánu po Ásám, zajišťovali obratným uzavíráním sňatků. Ke konsolidaci jejich vlády přispívala i tolerantní náboženská politika. Guptovci přímo ovládali pouze jádro říše, nacházející se v nynějších státech Uttarpradéš a Bihár, zatímco dobyté oblasti pro ně spravovali jim podřízení vládci. Za Guptovců zažívala Indie zlatý věk své civilizace, během něhož dosáhly značného rozkvětu literatura, věda a umění. Velkému věhlasu se dodnes těší tehdejší indický básník a dramatik Kálidása. Indická věda a technologie éry Guptovců byly ve srovnání s Evropou zřejmě na dokonalejší úrovni. Používání nuly a desítkové soustavy, které přenesli Arabové do Evropy, představovalo největší soudobý příspěvek k rozvoji matematiky. Od konce 5. století př. n. l. museli Guptovci čelit nájezdům Hefthalitů, známých také jako Bílí Hunové. Jejich opakované útoky vedly ke zhroucení guptovské říše kolem roku 550.

### Čína

#### Počátky dějin

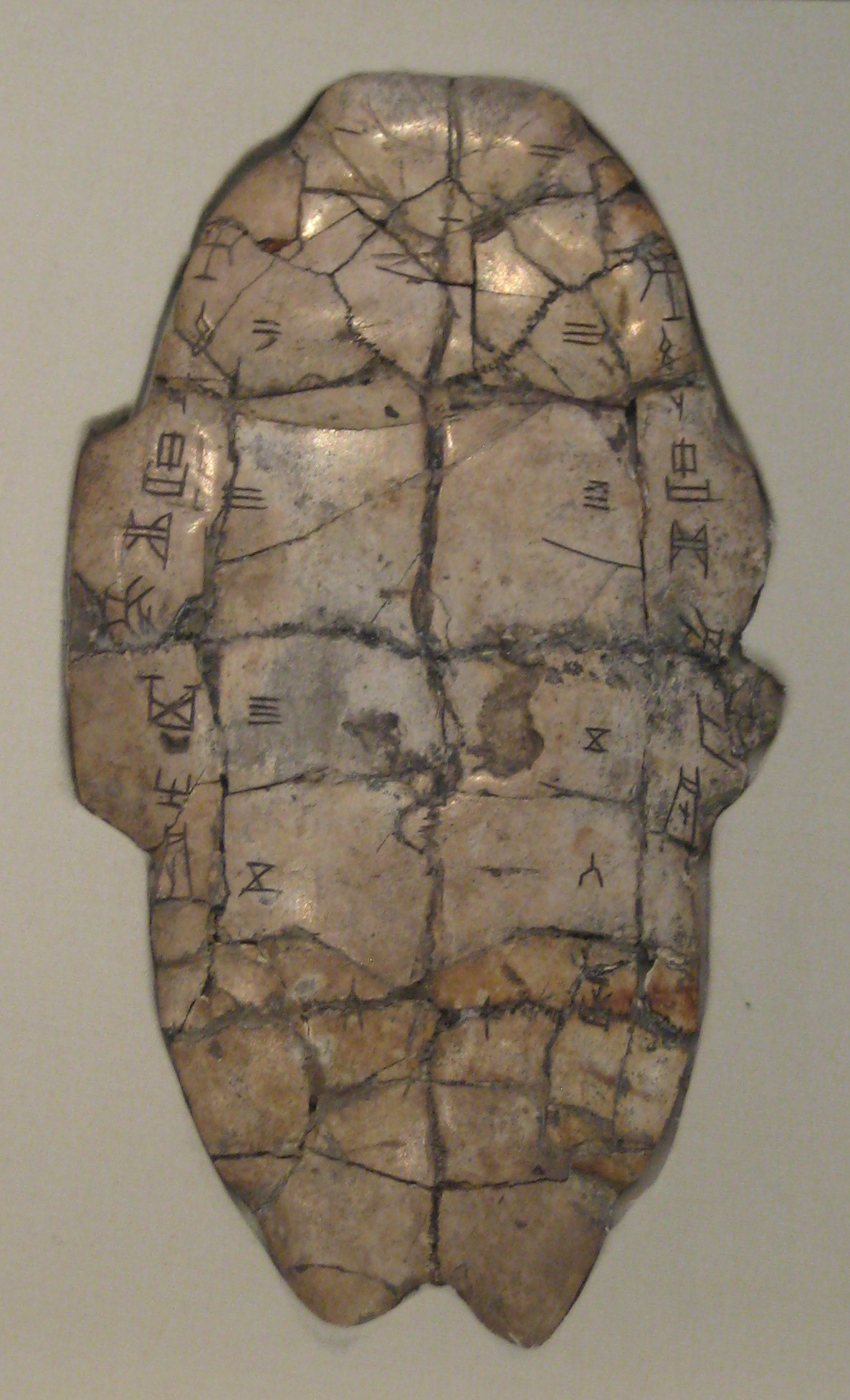
pozůstatky želvího krunýře, užívaného k věštění

Asi kolem roku 5000 př. n. l. se na březích řek Huang He a Jang-c’-ťiang ve východní Číně začaly vyvíjet neolitické vesnice, jejichž obyvatelé se věnovali zemědělství. Zhruba z let 3000 – 2000 př. n. l. jsou archeologicky doložena první stálá lidská sídla s obrannými hradbami. O této době existují jen velice skromné historické údaje, neboť počátky čínských dějin jsou zahaleny pověstmi o řadě legendárních dynastií a vládců. Přibližně mezi léty 2100–1600 př. n. l. měla vládnout dynastie Sia, jejíž panování se časově kryje s rozvojem doby bronzové v Číně, což bylo potvrzeno objevy bronzových nástrojů. Sia byla nahrazena dynastií Šang, která kontrolovala území střední Číny do 11. století př. n. l. Odtud se její vliv se šířil i do okolních zemí. Z této doby pocházejí první písemné záznamy, jež mají formu nápisů na zvířecích kosterních schránkách, sloužících k věštění. Z tehdy používaných symbolů znázorňujících slova se později vyvinulo moderní čínské písmo. Za dynastie Šang nastal růst měst se specializovanou řemeslnou výrobou, přestože charakter společnosti zůstával převážně zemědělský. Poslední vládci Šang sídlili ve městě An-jang, v dnešní provincii Che-nan.
Okolo roku 1100 př. n. l. pronikl do údolí řeky Huang He polobarbarský národ Čou, načež jeho král Wu Wang získal území dynastie Šang. Čou vládli do 8. století př. n. l. z města Čchang-an na západě a poté přenesli své hlavní město na východ do Luo-jangu. Aby ospravedlnili svoji nadvládu zavedli mandát Nebes (Tian Ming) a tento ideologický koncept přejala většina po nich panujících dynastií. První králové Čou se nepokusili zabezpečit si přímou vládu nad celým jimi dobytým teritoriem. Místo toho se opírali o vybrané stoupence a příbuzné, kteří spravovali kraje obklopující královskou doménu. Vládcům dynastie Čou se dařilo udržovat kontrolu nad svými vazaly po více než dvě staletí, ale někdy kolem roku 770 př. n. l. se několik těchto vazalů vzbouřilo. Současně došlo k invazi kmenů ze severozápadu, čímž autorita Čou značně poklesla. I přesto nastal výrazný hospodářský a sociální vzestup. V důsledku používání železných nástrojů a vylepšených zavlažovacích technik byly zvýšeny výnosy obilí, díky čemuž vzrostl počet obyvatelstva, a zvýšilo se množství mincí v oběhu.
Pokračující rozklad centrální moci vedl na konci 8. století př. n. l. k počátku období Jara a Podzimu. Stovky místních vojenských vládců, kteří byli potomky vazalů dosazených Čou, usilovaly o nastolení vlastní hegemonie. Během 7. a 6. století př. n. l. se podařilo dosáhnout stability uzavíráním spojenectví mezi jednotlivými státy těchto válečníků. Koncem 5. století př. n. l. se ovšem tento systém aliancí zhroutil, pročež začala poslední fáze Čou, nazývaná období válčících států. V jeho průběhu docházelo k častým a krvavým konfliktům mezi sedmi dominujícími státy: Čchu, Chan, Čchi, Čchin, Wej, Jan a Čchao. Kromě vzájemného válčení se tyto státy věnovaly i vojenské expanzi mimo dosavadní hranice Číny, vedoucí k dobytí území dnešního Sečuánu a Liao-ningu. Zvláště jižní stát Čchu rozšířil svoji vládu v údolí řeky Jang-c'. Třebaže dynastie Čou zcela postrádala reálnou moc, její formální vláda přetrvala do roku 256 př. n. l.
Bouřlivá doba pozdní neboli Východní Čou byla doprovázena společenskými otřesy a rovněž výjimečným intelektuálním a kulturním rozkvětem. V Číně tehdy působilo mnoho filozofů a teoretiků a kromě jiného se zrodila také koncepce protichůdných a současně vzájemně se doplňujících sil Jin a Jang. Na konci 6. století př. n. l. sepsal Sun- c' dílo Umění války. Z celé řady filozofických směrů vynikají především konfucianismus, taoismus a legismus, přičemž k nejvlivnějším filozofům této epochy náleželi Konfucius, Lao-c', z jehož učení vzešel taoismus, a Konfuciův žák Mencius.

#### Císařství
Od 4. století př. n. l. vzrůstal vliv Čchin, nejzápadnějšího z čínských států, který provedl reformy v duchu filozofie legalismu. Ve 3. století př. n. l. zničil Čchin všechny své zbývající soupeře a v roce 221 př. n. l. přijal jeho král titul císaře (chuang-ti). Od tohoto okamžiku se pak nazýval Čchin Š'-chuang-ti (První císař). Jeho další panování se vyznačovalo agresivními zahraničními výboji, jimiž posunul hranice Číny do dnešního Vietnamu a Koreje. Na severu zahájil budování Velké čínské zdi na ochranu před nájezdy nomádů. Ve vnitřní politice prosadil císař silně restriktivní zákonodárství a centralizaci říše, opírající se o efektivní správní systém. Jeho vláda byla však charakterizována taktéž brutálním postupem vůči politické opozici a ostatním filozofickým školám.

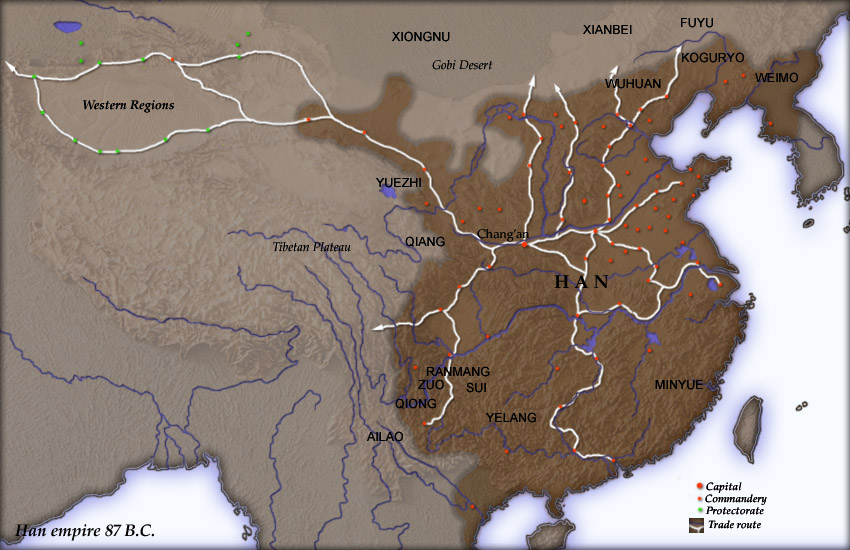
Území ovládané dynastií Chan na počátku 1. století př. n. l.

Krátce po císařově smrti došlo k povstání rolníků, jež vyústilo v občanskou válku. Z ní vzešla vítězně nová dynastie Chan, která se přiklonila k filozofii konfucianismu. Postavení Kao-cu, prvního císaře Chan, bylo velmi nejisté, k čemuž přispívaly také vpády barbarských kmenů Hsiung-nu ze severozápadu. Kao-cu proto nechal snížit dosavadní enormní daně, uvolnil centralizovanou správu státu a přerozdělil půdu. Tyto reformy přivodily hospodářský, kulturní a vojenský rozmach Číny. Na konci 2. století př. n. l. podnikl „vojácký císař“ Wu-ti velkou vojenskou expedici proti Hsiung-nu, které rozdrtil a zahnal do dnešního Vnitřního Mongolska. Wu-ti si podrobil kmeny v současné jižní Číně a jeho vojáci pronikli do střední Asie a Mandžuska. Císař následně konsolidoval dobytá území, načež začala takřka celé 1. století př. n. l. trvající éra míru a blahobytu. K tomu přispívalo i obchodní spojení s římskou říší, zajišťované hedvábnou stezkou.
Období Západní Chan ukončila v roce 9 n. l. uzurpace Wang Manga. Ten se prohlásil za císaře dynastie Hsin a chtěl provést zásadní pozemkové a hospodářské reformy, jimiž chtěl omezit velké vlastníky půdy. V roce 23 byl však svržen a zavražděn. Nedlouho nato císař Kuang-wu nastolil vládu dynastie Východní Chan, jež do konce 1. století obnovila někdejší hranice říše. Nicméně ve 2. století započal úpadek Chanů zapříčiněný slabostí a nevýkonností státní správy, rozbroji různých mocných klanů a intrikami eunuchů v císařském paláci. V době pozdní Chan zesílil v Číně vliv buddhismu šířeného z Indie. Koncem století již říši zcela pohltily politické zmatky a opakovaná povstání. Vojenská vzpoura ukončila v roce 189 vládu eunuchů na dvoře. Boje poté pokračovaly další dvě desetiletí a vedly k naprostému rozkladu panství dynastie Chan, přičemž skutečnou moc drželi ve svých rukou válečníci, kteří kontrolovali provincie na úkor centrální vlády.
Abdikací posledního císaře Chan v roce 220 započalo období tří říší. Sever země ovládlo království Wej, na západě se prosadilo království Šu-chan a jihu dominovalo království Wu. Všechny tyto útvary se musely potýkat se zásadními vnitřními problémy, což jim ale nebránilo ve vedení vzájemných rozhořčených válek. Konec této neklidné éry nastal po roce 260, kdy se vlády ujala dynastie Ťin, která krátkodobě znovu sjednotila zemi. Záhy však vypukly spory mezi jednotlivými jejími princi. Této slabosti říše využili Hsiung-nu na počátku 4. století ke vpádu do severní Číny, kde zajali a popravili poslední dva císaře Západní Ťin. Zbývající členové dynastie uprchli do dnešního Nankingu, kde založili dynastii Východní Ťin. Jádro říše na sever od řeky Jang-c' ovšem zůstalo pod kontrolou nomádských kmenů až do roku 589. Jelikož nedokázaly vytvořit stabilní vládu, vystřídalo se zde v rychlém sledu celkem šestnáct království v čele s panovníky nečínského původu. Dynastie Ťin na jihu byla definitivně svržena v roce 420.